# Anton Pawlowitsch Tschechow

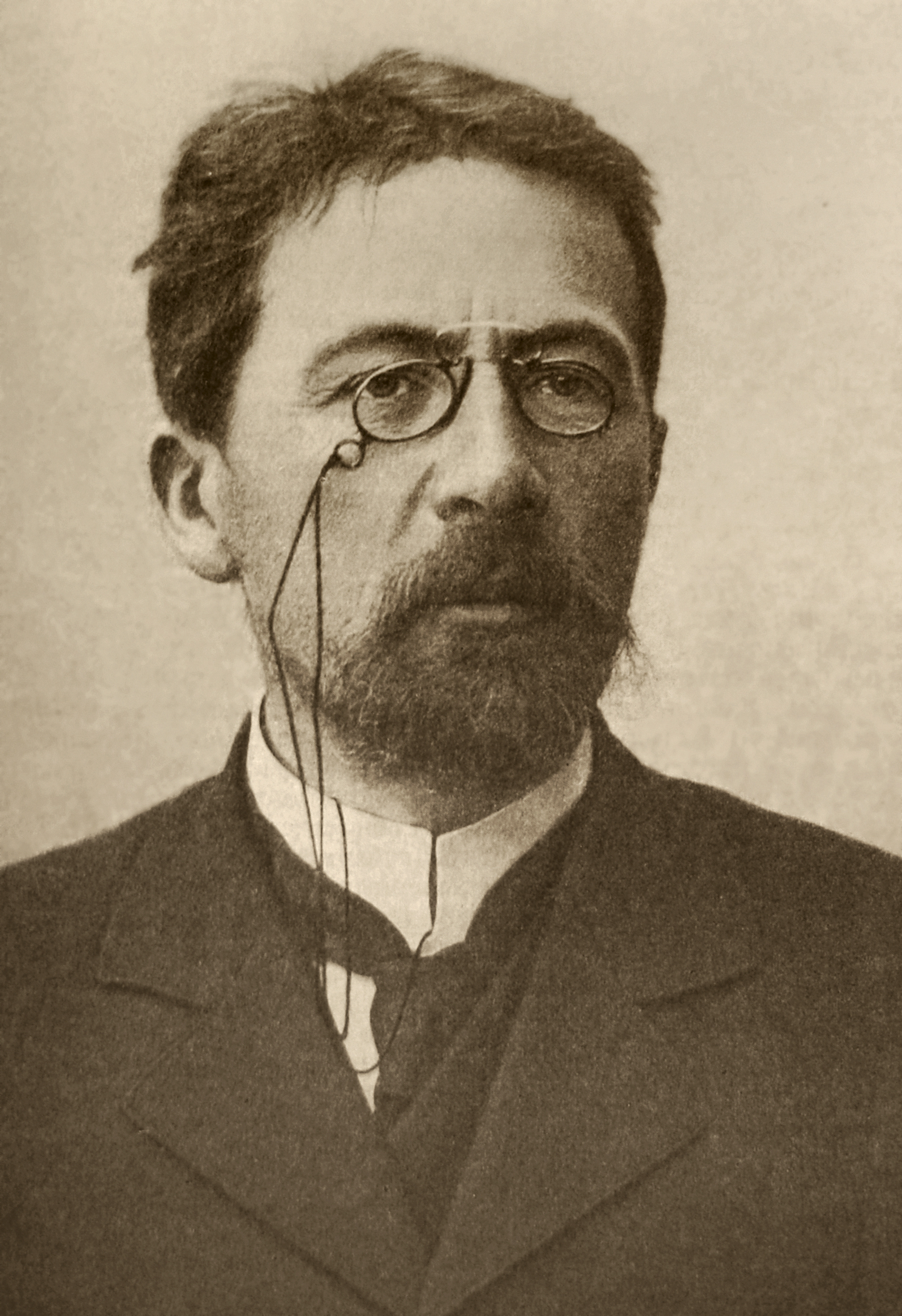
Anton Tschechow (um 1903)

Anton Pawlowitsch Tschechow [ˈtʃʲɛxəf] (russisch Антон Павлович Чехов (Ausspracheⓘ), wissenschaftliche Transliteration Anton Pavlovič Čechov; in englischen Texten auch Chekhov; * 17.jul. / 29. Januar 1860greg. in Taganrog, Russland; † 2.jul. / 15. Juli 1904greg. in Badenweiler, Deutsches Reich) war ein russischer Schriftsteller, Novellist und Dramatiker. Er entstammte einer kleinbürgerlichen südrussischen Familie und war ab 1884 Arzt von Beruf, betrieb Medizin jedoch fast ausschließlich ehrenamtlich. Gleichzeitig schrieb und publizierte er zwischen 1880 und 1903 insgesamt über 600 literarische Werke. International ist Tschechow vor allem als Dramatiker durch seine Theaterstücke wie Drei Schwestern, Die Möwe oder Der Kirschgarten bekannt. Mit der für ihn typischen, wertneutralen und zurückhaltenden Art, Aspekte aus dem Leben und der Denkweise der Menschen in der russischen Provinz darzustellen, gilt Tschechow als einer der bedeutendsten Autoren der russischen Literatur.

## Leben

### Kindheit und Jugend
Anton Tschechow wurde am 29. Januar 1860 in der südrussischen Hafenstadt Taganrog am Asowschen Meer geboren. Sein Vater, Pawel Jegorowitsch Tschechow (1825–1898), war Sohn eines ehemaligen leibeigenen Bauern aus dem Gouvernement Woronesch und betrieb als Kaufmann einen kleinen Billigwarenladen in Taganrog. Ebenfalls aus einer ehemals leibeigenen Bauernfamilie stammte Tschechows Mutter, Jewgenija Jakowlewna Tschechowa (geborene Morosowa; 1835–1919). Die Eheleute zogen insgesamt sechs Kinder groß: Neben Anton waren es die Söhne Alexander (1855–1913), Nikolai (1858–1889), Iwan (1861–1922) und Michail (1865–1936) sowie die Tochter Marija (1863–1957).

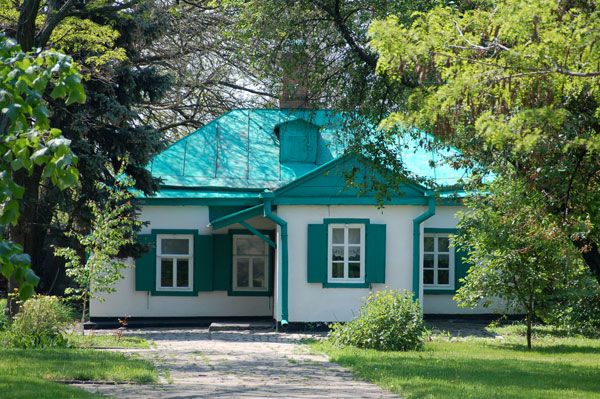
Tschechows Geburtshaus in Taganrog

Der Kaufmannstitel des Vaters konnte nicht über die äußerst bescheidenen Umsätze seines Ladens hinwegtäuschen, was nicht zuletzt an der mangelnden Geschäftstüchtigkeit von Pawel Jegorowitsch lag, aber auch an der allgemein schlechten wirtschaftlichen Situation Taganrogs, das in der zweiten Hälfte des 19. Jahrhunderts seine einstige Bedeutung als Seehafen aufgrund der Versandung der Bucht merklich verloren hatte. Folglich wuchsen die Tschechow-Geschwister in armen und beengten Verhältnissen auf. Die Brüder einschließlich Anton hatten schon früh im Laden auszuhelfen; hinzu kam die strenge Religiosität und die musikalische Begeisterung des von Tschechow später vielfach als despotisch und autoritär beschriebenen Vaters, der seine Söhne zu täglichen Gesangsstunden in einem Kirchenchor zwang. Die Familie lebte zunächst in einem kleinen Haus in der Polizeiskaja uliza („Polizeistraße“) in Taganrog.

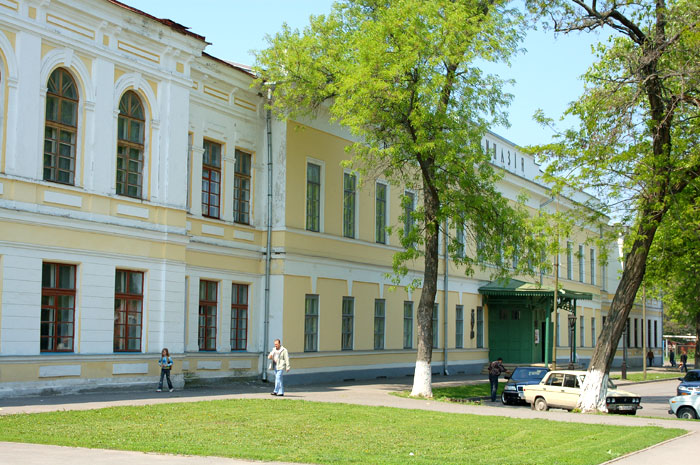
Das Gymnasium in Taganrog, das Tschechow besuchte

Trotz der bedrückenden finanziellen Situation legten Tschechows Eltern Wert darauf, ihren Kindern eine solide Allgemeinbildung zu ermöglichen: Mit acht Jahren wurde Anton in die Vorbereitungsklasse des Zweiten Taganroger Jungengymnasiums eingewiesen, das er dann von 1869 bis zum Abschluss 1879 besuchte. Insgesamt zeigte sich Anton dort als eher durchschnittlicher Schüler, der sogar zweimal (in der dritten und in der fünften Klasse) sitzen blieb. Angesichts der systematischen Belastung der Brüder, die in unterrichtsfreier Zeit im Chor singen und im Laden des Vaters arbeiten mussten, aber auch der äußerst autoritären Lehr- und Erziehungsmethoden an den Schulen im Russischen Kaiserreich der damaligen Zeit, erscheint das jedoch wenig überraschend.
Schon als Gymnasiast zeigte Anton Tschechow, der sonst eher als zurückhaltend und reserviert galt, einen ausgeprägten Humor und viel Interesse an Schauspielerei und Literatur. So erwarb er sich in der Schule wegen seiner satirischen Kommentare und Unarten sowie der Fähigkeit, die Lehrer mit humorvollen Spitznamen zu bezeichnen, den Ruf eines Schelms. In den wenigen freien Stunden, die den Tschechow-Geschwistern zur Verfügung standen, pflegten die Brüder diverse Vorstellungen des Taganroger Stadttheaters zu besuchen und versuchten oft, zu Hause auf einer selbst konstruierten Bühne lustige Amateurstücke zu inszenieren. Ab 1877 war Anton außerdem regelmäßiger Gast in der kurz zuvor eingerichteten öffentlichen Bibliothek in Taganrog.

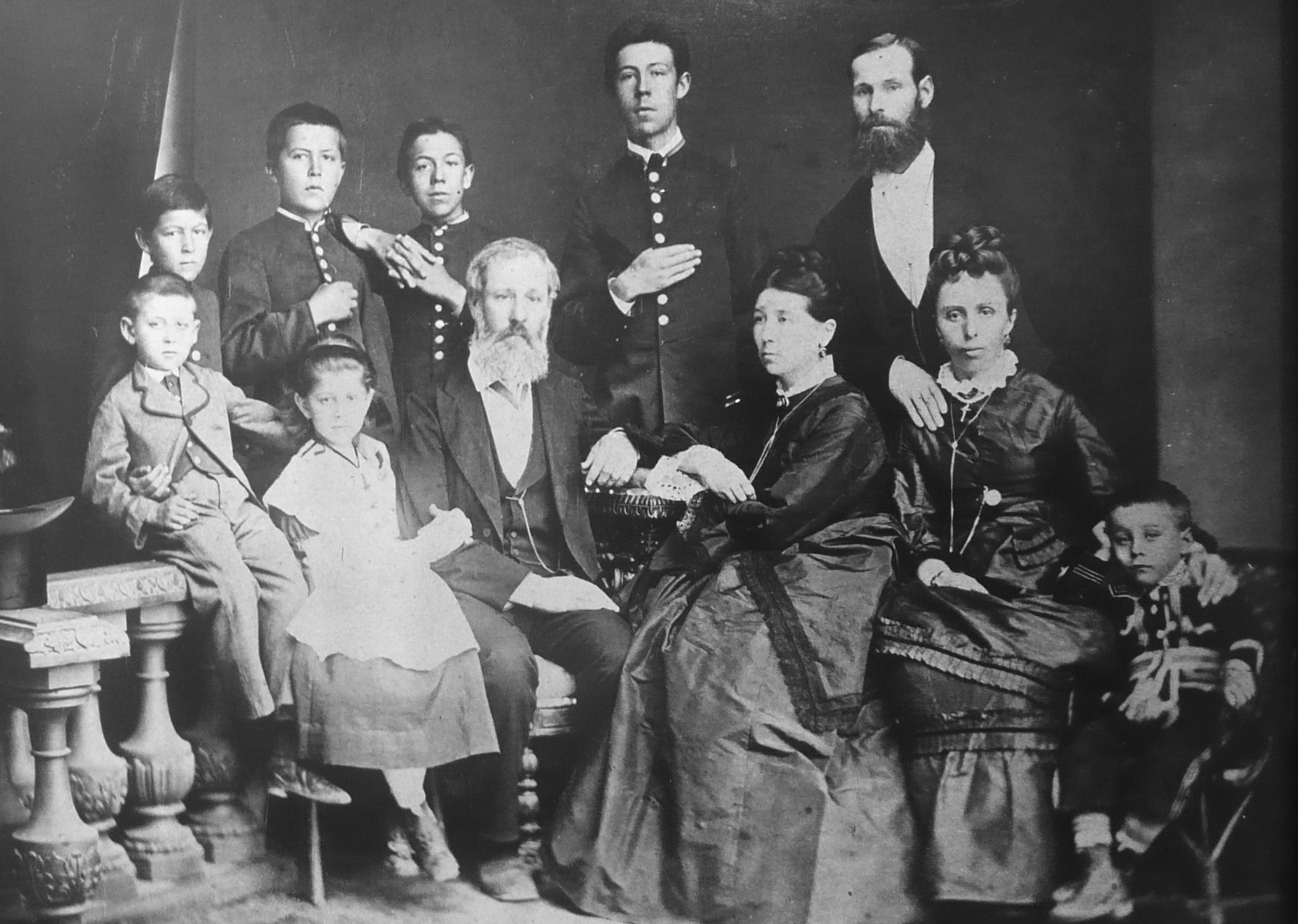
Familienfoto der Tschechows, 1874. Hintere Reihe v. l. n. r.: Iwan, Anton, Nikolai, Alexander, Mitrofan (Antons Onkel); vordere Reihe v. l. n. r.: Michail, Marija, Vater Pawel, Mutter Jewgenija, Ljudmila (Mitrofans Frau), Georgi (ihr Sohn).

1869 zog die Tschechow-Familie in ein neues Haus in der Monastyrskaja uliza („Klosterstraße“). Der schlecht kalkulierte Hauskauf durch Tschechows Vater und die stetig sinkenden Ladenumsätze verschärften dessen finanzielle Probleme in den nachfolgenden Jahren so sehr, dass er im Frühjahr 1876 mit seinem Laden einen Bankrott anmelden musste. Da dies zur damaligen Zeit eine drohende Inhaftierung bedeutete, blieb Pawel Jegorowitsch nichts anderes übrig, als den Laden aufzugeben und heimlich nach Moskau zu fliehen, wo sich seit Sommer 1875 bereits Alexander und Nikolai aufhielten. Wenige Monate später folgte ihm die Mutter mit den beiden jüngsten Kindern, während Anton und Iwan weiterhin aufs Taganroger Gymnasium zu gehen hatten. Ab dieser Zeit war Anton faktisch auf sich selbst angewiesen, denn die Tschechow-Familie hatte in Moskau zunächst keine regelmäßigen Einkünfte und war bitterer Armut ausgesetzt. Das Haus in Taganrog ging an einen der Gläubiger, Anton mietete dort lediglich eine Ecke zum Wohnen, Iwan fand vorläufig bei einer Tante Unterkunft, bis er im Herbst 1876 ebenfalls nach Moskau fortzog. Anton, der hartnäckig dem Abitur entgegenstrebte, blieb alleine zurück und hielt sich mit Verdiensten aus Nachhilfestunden sowie mit Ausverkauf des verbliebenen elterlichen Hausrats über Wasser; zudem schickte er einen Teil dieser dürftigen Einkünfte seiner Familie nach Moskau.
Jahre später äußerte er sich, mit erkennbarem Bezug auf seine Kindheit und Jugend sowie auf sein ungewollt frühes Erwachsenwerden, in einem Brief an seinen langjährigen Verleger Suworin wie folgt:

„Was die adligen Schriftsteller von der Natur umsonst bekommen haben, das erkaufen sich die Rasnotschinzen [Intellektuelle aus den unteren sozialen Klassen] auf Kosten ihrer Jugend. Schreiben Sie mal eine Erzählung, wie ein junger Mann, Sohn eines Leibeigenen, früher Ladenjunge, Chorsänger, Gymnasiast und Student, erzogen zur Ehrfurcht vor der Rangordnung, zum Küssen von Popenhänden und zur Verehrung fremder Gedanken, der sich für jedes Stück Brot bedankte, der oft geschlagen wurde, der ohne Überschuhe zu den Stunden ging, der sich prügelte, Tiere quälte, der gern bei reichen Verwandten zu Mittag aß, der vor Gott und den Menschen ohne jede Notwendigkeit nur aus dem Bewusstsein seiner Nichtigkeit heuchelte – schreiben Sie, wie dieser junge Mann aus sich tropfenweise den Sklaven herauspresst und wie er eines schönen Morgens aufwacht und fühlt, dass in seinen Adern nicht mehr Sklavenblut, sondern echtes Menschenblut fließt.“

Nach dem Abitur 1879 wurde Tschechow von der Taganroger Stadtverwaltung ein Stipendium von 25 Rubel im Monat bewilligt und er reiste daraufhin gemeinsam mit zwei Schulkameraden nach Moskau, um dort – wie er sich schon lange zuvor vorgenommen hatte – ein Medizinstudium aufzunehmen.

### Studium und literarische Anfänge
Tschechows Laufbahn an der Kaiserlichen Moskauer Universität, an deren medizinischer Fakultät er sich kurz nach Ankunft in Moskau einschreiben ließ, dauerte von September 1879 bis zum erfolgreichen Abschluss im Sommer 1884. Die siebenköpfige Familie Tschechow wechselte in dieser Zeit mehrfach die Wohnung und musste sich insbesondere in den ersten Monaten mit überaus beengten Wohnverhältnissen zufriedengeben, was Anton immense Schwierigkeiten bei der Prüfungsvorbereitung brachte. Diese wurden noch dadurch verschärft, dass er sich schon seit seinen frühen Studienjahren dem Schreiben widmete, das sich angesichts der Armut, in der die Familie leben musste, dann auch als eine wichtige Einnahmequelle erwiesen hatte.

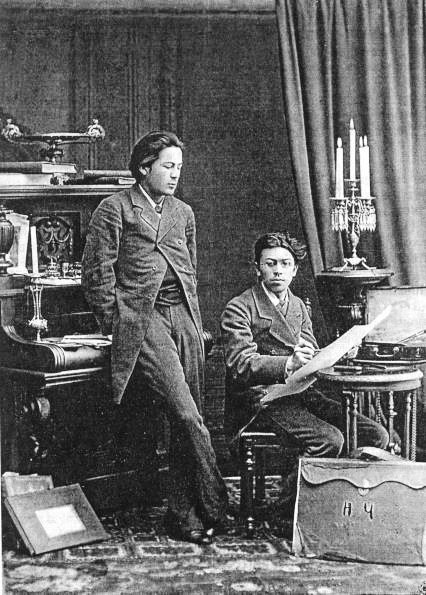
Anton (links) und Nikolai Tschechow, 1882

Die Anfänge Tschechows als Autor gehen auf seine Taganroger Zeit zurück: Bereits als Jugendlicher versuchte er, kurze Miniaturen, Parodien und Anekdoten sowie possenhafte und witzige Geschichten zu schreiben. Über den älteren Bruder Alexander, der zu jener Zeit in Moskau lebte und sich dort ebenfalls als Gelegenheitsautor in humoristischen Zeitungen und Zeitschriften versuchte, schickte Anton einige dieser Miniaturen (von denen keine erhalten ist) an diverse Moskauer Redaktionen, zunächst jedoch ohne Erfolg. Um 1878 verfasste Tschechow erstmals auch ein Bühnenstück, das den Titel Vaterlos erhalten sollte und der von Tschechow hoch verehrten Star-Schauspielerin Marija Jermolowa gewidmet war. Auch dieses Stück fand trotz intensiver nachträglicher Überarbeitungen keinen Zuspruch in Moskau und galt seitdem als vernichtet; erst 1920 wurde es als Manuskript ohne Titel entdeckt und 1923 erstmals veröffentlicht (im Ausland erlangte dieses Stück seither als Platonow Bekanntheit).
Tschechow selbst bezeichnete später in seinen Briefen mehrfach den Zeitraum zwischen 1878 und 1880 als Beginn seiner eigentlichen schriftstellerischen Tätigkeit, konnte allerdings keine genaueren Zeitangaben machen. Die ersten noch heute erhaltenen Tschechowschen Publikationen stammen aus dem Jahr 1880, als es Anton nach etlichen erfolglosen Versuchen schließlich gelang, zehn humoristische Kurzgeschichten und Miniaturen in der Sankt Petersburger Zeitschrift Strekosa (zu deutsch „Libelle“) zu veröffentlichen. 1881 und 1882 folgten ähnliche Publikationen in zahlreichen mehr oder weniger bekannten Humor- und Satireheften, darunter den Zeitschriften Budilnik („Der Wecker“), Sritel („Zuschauer“), Moskwa („Moskau“) und Swet i teni („Licht und Schatten“).

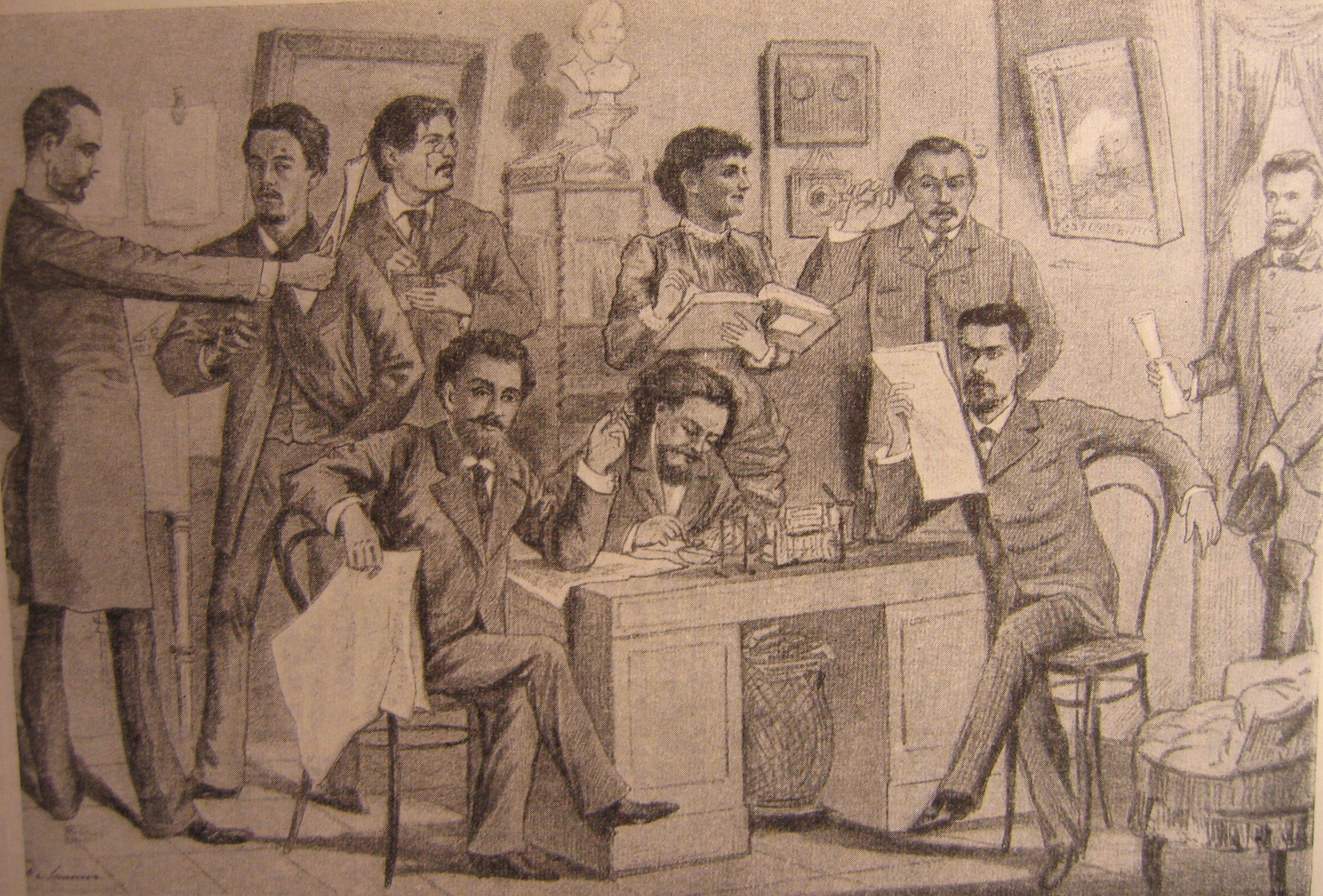
Eine Redaktionssitzung des Budilnik. Tschechow ist als zweiter von links zu sehen. Eine Zeichnung aus dem Jahr 1885

Über die schwierigen Umstände, unter denen Tschechow seine Frühwerke schuf, geben einige Briefe aus der frühen Studienzeit des Autors Aufschluss. So schrieb er im August 1883 in einem Begleitbrief zu Kurzerzählungen für eine Zeitschrift an den Redakteur:

„Ich schreibe unter den übelsten Bedingungen. Vor mir liegt meine nichtliterarische Arbeit, die mir unbarmherzig aufs Gewissen klopft, im Nebenzimmer schreit das kleine Kind eines zu Besuch weilenden Verwandten, in einem anderen Zimmer liest mein Vater der Mutter laut aus dem ‚Versiegelten Engel‘ von Leskow vor […] Mein Bett ist von dem zugereisten Verwandten belegt, der ab und an zu mir kommt und das Gespräch auf die Medizin bringt […] Ich habe das Unglück, Mediziner zu sein, und es gibt kein Individuum, das es nicht für notwendig hielte, sich mit mir über Medizin zu unterhalten […] Eine beispiellose Situation.“

Der halb scherzhafte, selbstironische Ton, den Tschechow in diesem Schreiben anschlägt, ist für den Großteil seiner Briefe sowohl aus der Studienzeit als auch aus den späteren Jahren charakteristisch. Nicht nur die Wohnsituation und allgemein die ärmlichen Verhältnisse erschwerten die Arbeit; hinzu kamen die oft schlechte Zahlungsmoral der Zeitungsredakteure, redaktionelle Vorgaben (bei der Zeitschrift Oskolki („Splitter“) z. B. waren nicht mehr als 100 Zeilen pro Geschichte erlaubt) und nicht zuletzt die staatliche Zensur. Letztere nahm in Russland gerade in den 1880er-Jahren nach der Ermordung des Zaren Alexander II. eine äußerst strenge und oft willkürliche Selektion aller für eine Publikation in der Presse vorgesehenen Texte vor. So scheiterte etwa das erste gedruckte Buch Tschechows, die 1882 angefertigte Erzählungssammlung Schelmerei (russisch Шалость), an der Zensur und gilt seitdem als verschollen.
Obwohl er alle Prüfungen ordentlich ablegte und innerhalb der vorgegebenen fünf Jahre das Arztdiplom erlangte, galt Tschechow als ein eher durchschnittlicher, wenig strebsamer Student. Trotz seiner ausgeprägten Begeisterung für Medizin und die Naturwissenschaften im Allgemeinen – sein Gefallen an den Lehren Darwins etwa betonte Tschechow in einem Brief von 1886, und gegen Ende seines Studiums plante er ernsthaft, eine wissenschaftliche Forschungsarbeit über die Geschichte der Geschlechterordnung in der Natur zu schreiben – blieb die Autorentätigkeit, die im Gegensatz zur Medizin finanziell etwas einbrachte, auch während des Studiums sein Hauptanliegen. Bis zu seiner Zulassung als Arzt im September 1884 gelang es ihm, unter mehreren Pseudonymen (darunter seinem bekanntesten Autorenpseudonym „Antoscha Tschechonté“, wie er zur Schulzeit von einem Lehrer abfällig genannt wurde, ferner Fantasienamen wie „Bruder des Bruders“, „Mensch ohne Milz“ oder „Junger Greis“) insgesamt über 200 Erzählungen, Feuilletons und Humoresken in verschiedenen Zeitschriften zu veröffentlichen. Einige in dieser Zeit geschriebene Erzählungen gehören auch heute noch zu seinen bekanntesten Werken, etwa die satirisch geprägten Kurzgeschichten Der Tod des Beamten, Auf See, Die Tochter Albions, Der Dicke und der Dünne (alle 1883) oder Chirurgie, Eine schreckliche Nacht bzw. Ein Chamäleon (alle 1884). Im Sommer 1884 erschien mit den Märchen der Melpomene (russisch Сказки Мельпомены) Tschechows erstes (publiziertes) Buch, eine Sammlung von sechs Erzählungen.

### Intensive Schaffensphase (1884–1889)
Im Juni 1884 schloss Tschechow das Medizinstudium ab. Den Sommer verbrachte die Familie in der geräumigen Dienstwohnung des Bruders Iwan in Woskressensk bei Moskau (heute Istra), wo dieser als Lehrer tätig war. Dort nahm Anton Tschechow sogleich die praktische Arzttätigkeit auf: Er empfing Patienten im dortigen Dorfkrankenhaus sowie im Semstwo-Krankenhaus des nahe gelegenen Städtchens Swenigorod, beteiligte sich zudem an gerichtsmedizinischen Untersuchungen und führte Obduktionen durch. Die Arbeit mit den Patienten verrichtete Tschechow dabei faktisch ehrenamtlich, da nur die wenigsten von ihnen in der Lage waren, die Behandlung angemessen zu bezahlen und Tschechow, der seine literarische Tätigkeit anstatt der Arztarbeit als seine Haupteinnahmequelle betrachtete, darüber meist hinwegsah. Dies änderte sich auch in späteren Jahren nicht, als die Tschechow-Familie auf ein eigenes Landgut gezogen war und Anton Tschechow dort Bauern behandelte. Außerhalb der Sommermonate, wenn die Tschechows ihre Moskauer Wohnung nutzten, behandelte Anton gern die zahlreichen Bekannten und Verwandten der Familie. Hierzu schrieb er in einem Brief an seinen Onkel, wiederum im gewohnten ironischen Stil: „Ich behandle noch und noch. Jeden Tag muss ich über einen Rubel für Fahrten mit der Kutsche auslegen. Ich habe viele Freunde, darum auch viele Patienten“, und weiter über die nicht zum Besten stehende Zahlungsmoral der Patienten: „Die Hälfte davon behandle ich umsonst. Die andere zahlt mal fünf, mal drei Rubel pro Krankenbesuch“.

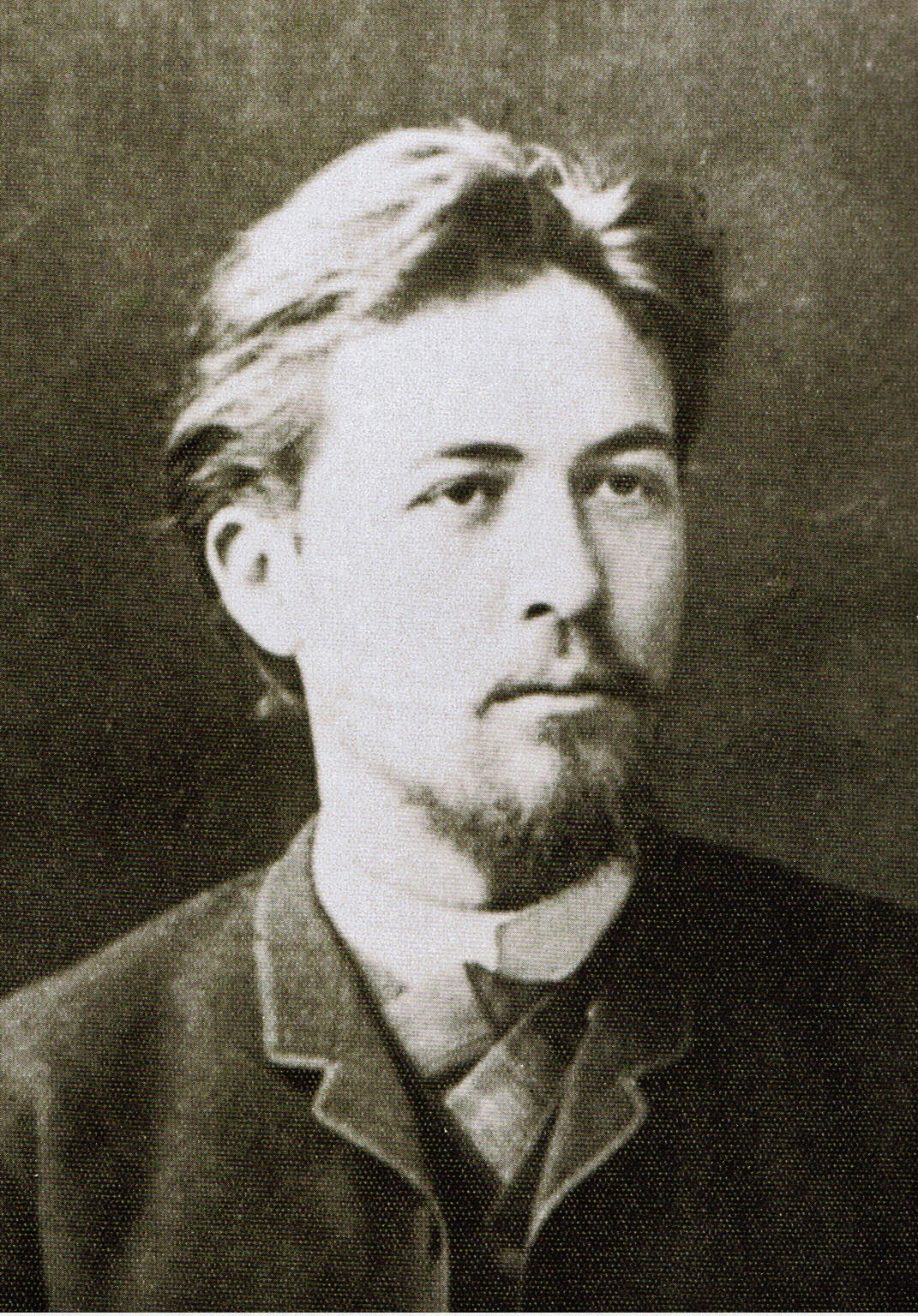
Anton Tschechow, 1889

Die Arbeit als Arzt war es aber auch, die Tschechow viel Stoff für seine Erzählungen zu liefern vermochte, und gerade in der zweiten Hälfte der 1880er Jahre schrieb er besonders intensiv: So wurden allein im Jahr 1885 insgesamt 133 Texte von ihm abgedruckt, 1886 waren es 112 und 1887 immerhin 64. Die meisten Erzählungen schrieb Tschechow weiterhin unter Pseudonymen. Dies begann sich erst zu ändern, nachdem Tschechow, der sich mittlerweile einer gewissen Popularität in Literaturkreisen erfreuen konnte (immerhin durfte er seit April 1885 in der renommierten Zeitung Peterburgskaja Gaseta publizieren), im Dezember 1885 auf Einladung der Oskolki-Redaktion erstmals in seinem Leben zu einem Besuch in der Hauptstadt Sankt Petersburg aufgebrochen war. Dort machte er unter anderem Bekanntschaft mit dem einflussreichen Verleger Alexei Suworin, der ihm wenig später eine Zusammenarbeit zu attraktiveren Konditionen anbot. Gleichzeitig lernte Tschechow den damals berühmten Romancier Dmitri Grigorowitsch kennen, der Tschechow ausdrücklich lobte und ihm ein herausragendes Talent bescheinigte. Grigorowitsch, der zu jener Zeit eine hohe Autorität in russischen Literaturkreisen besaß und dessen Meinung Tschechow viel bedeutete, legte ihm einige Monate später in einem Brief nahe, die Pseudonyme abzulegen, und Tschechow folgte allmählich diesem Rat: Ab 1886 arbeitete er mit Suworin eng zusammen und veröffentlichte viele seiner neuen Erzählungen in der von Suworin geführten Zeitung Nowoje wremja („Neue Zeit“), damals einem der auflagenstärksten Blätter landesweit, unter eigenem Namen. Einen Teil seiner neuen Erzählungen publizierte Tschechow auch in der gemäßigt liberalen Monatsschrift Russkaja Mysl („Der russische Gedanke“).
In den Jahren 1885 bis 1887 lebten die Tschechows in den Sommermonaten auf dem Landgut Babkino nahe Woskressensk, das einer befreundeten Familie gehörte. Später hielt Tschechows Bruder Michail in seinen Erinnerungen fest, dass die landschaftliche Schönheit der Umgebung von Babkino, wo es sich hervorragend angeln und Pilze sammeln ließ, maßgebend gewesen sein muss für die Blütezeit des Schaffens von Anton. Insbesondere konnte Tschechow dort etliche Sujets für seine künftigen Werke gewinnen. Dies gilt beispielsweise für Erzählungen wie Die Aalraupe, Im Alter, Der Jäger (alle 1885), Die Hexe (1886) oder Wolodja (1887), deren Handlungen in eine ähnliche Landschaft eingebunden sind. Dabei schrieb Tschechow längst nicht nur humoristische Texte, sondern zunehmend auch Erzählungen, in denen durchaus ernste oder gar dramatische Themen verarbeitet wurden. Vereinzelt wurden – wie es für spätere Tschechow-Werke typisch ist – gesellschaftliche Probleme der russischen Provinz gestaltet. Zu solchen dramatischen Tschechow-Erzählungen der späten 1880er-Jahre gehören Werke wie Anjuta, Aufregende Erlebnisse, Durcheinander, Ein Glücklicher, Ein bekannter Herr, Im Gerichtssaal, Das Missgeschick, Die Seelenmesse, Im Sumpf, Schwere Naturen, Zeitvertreib (alle 1886) oder Typhus bzw. Das alte Haus (1887).
Weitere Themen lieferte Tschechows Reise in seine Heimat, die er im Frühjahr 1887 unternahm. Er besuchte Verwandte in Taganrog, Nowotscherkassk und anderen südrussischen Orten. Dabei reiste er durch die von Steppe geprägten Landschaften am Don und am Asowschen Meer. Später beklagte er die bedrückende Rückständigkeit und Kulturlosigkeit dieser Region, ließ sich jedoch von der Naturschönheit dieser weitläufigen Ebenen inspirieren. So entstand die 1888 veröffentlichte Novelle Die Steppe, eine mit großer Sprachkraft gestaltete, authentische Landschaftsbeschreibung. Ähnliches gilt für die 1887 erschienene Kurzerzählung Glück.

### Reise nach Sachalin
Gegen Ende der 1880er-Jahre ließ die literarische Produktivität Tschechows merklich nach. Im Februar 1888 schrieb er in einem Brief: „‚Die Steppe‘ hat mich soviel Saft und Energie gekostet, dass ich mich noch lange nicht wieder an etwas Ernsthaftes werde machen können.“ 1888 und 1889 veröffentlichte Tschechow nur knapp zwei Dutzend Erzählungen, Novellen (darunter Der Namenstag und Langweilige Geschichte) und Bühnenstücke (so die beiden Einakter Der Bär und Der Heiratsantrag). Zwar konnte er seine Familie dank zunehmender Popularität und steigender Auflagen aus der Armut befreien, doch die schriftstellerische Arbeit wurde nun durch Redaktion und Korrekturlesen eigener Sammelbände beeinträchtigt. Im Sommer 1889 mieteten die Tschechows ein Landgut nahe der Stadt Sumy in der heutigen Ukraine. Auch dort ging die literarische Arbeit eher schleppend voran. Behindert wurde sie zusätzlich durch den frühen Tod des älteren Bruders Nikolai, der im Juni 1889 an einer schnell fortschreitenden Tuberkulose starb.

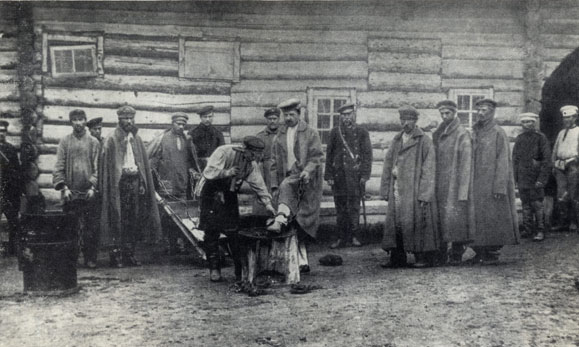
Sträflinge auf Sachalin. 1880er-Jahre

Die Bekanntschaft mit den Vorlesungsmaterialien seines jüngeren Bruders Michail, der damals Jura studierte, zum Strafrecht und zum Gefängniswesen des Russischen Reichs animierte Tschechow Ende 1889, nach Sibirien und auf die Pazifik-Insel Sachalin im äußersten Fernen Osten Russlands zu reisen, um über die Zwangsarbeit (Katorga) in der als Gefangeneninsel geltenden, extrem abgelegenen Provinz zu berichten. Anfang 1890 studierte er intensiv wissenschaftliche Publikationen über Sachalin und bereitete sich auf die Reise vor, für die er ein halbes Jahr eingeplant hatte. Jegliche Versuche seitens der Angehörigen und Bekannten, ihn von dieser Reise abzuhalten, wies Tschechow zurück. In einem Brief an Suworin etwa äußerte er unter anderem:

„Sie schreiben […], Sachalin sei für niemanden nötig und für niemanden interessant. Ist das richtig? Sachalin kann nutzlos und uninteressant nur für eine Gesellschaft sein, die nicht Tausende von Menschen dorthin verbannt und Millionen dafür ausgibt […] Sachalin ist ein Ort unerträglicher Leiden, deren nur der freie und der abhängige Mensch fähig ist.“

Am 21. April trat Tschechow die Reise an, zunächst mit der Eisenbahn bis Jaroslawl, von dort mit dem Flussdampfer nach Perm und weiter vornehmlich mit Pferdekutschen über den Ural, Westsibirien, Tomsk und Krasnojarsk bis zum Baikalsee und zum Amur-Fluss, von dort wieder per Schiff bis zur Nordküste Sachalins. Insgesamt dauerte die Hinreise knapp drei Monate und führte auf der Strecke zwischen dem Ural und dem Baikalsee oft durch schwer passierbare Gebirgsstraßen oder mit Frühjahrshochwasser überschwemmte Landverbindungen. Die vielen Briefe, die Tschechow während dieser strapaziösen Reise an die Angehörigen und Freunde schickte, dokumentieren diesen Weg. Vielfach bewunderte Tschechow darin die landschaftliche Schönheit Sibiriens und des Fernen Ostens sowie den freien Geist der Einheimischen, beklagte aber auch die dortige Armut und Rückständigkeit.

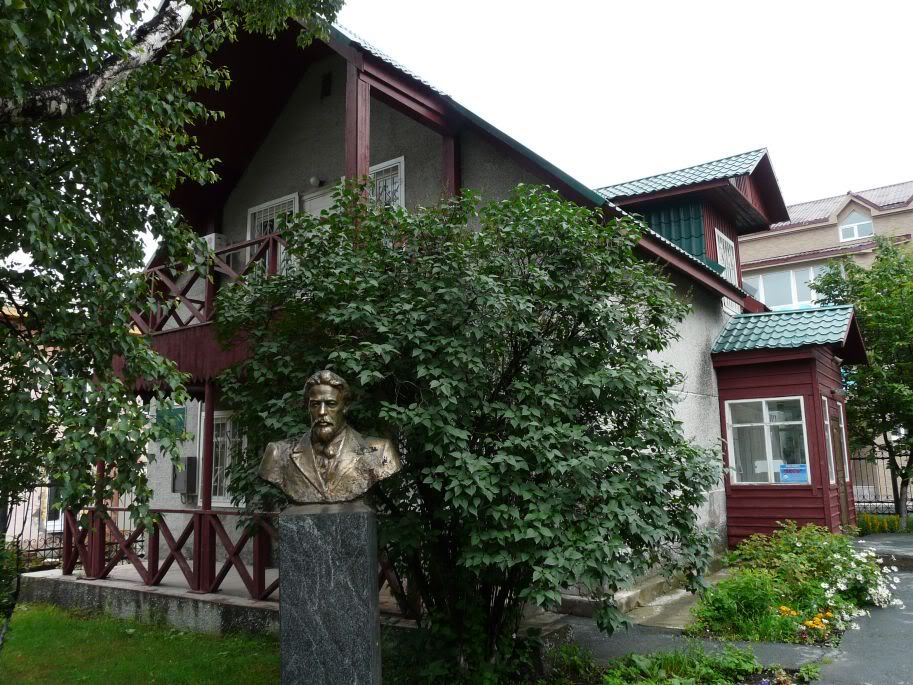
Literaturmuseum und Tschechow-Büste in Juschno-Sachalinsk

Auf Sachalin hielt sich der Autor drei Monate lang auf, von Juli bis Oktober 1890. Er besichtigte sämtliche Gefängnisse (mit Ausnahme von Anstalten für politische Inhaftierte, zu denen ihm die Inselverwaltung keinen Zutritt gewährte), behandelte nach Möglichkeit die Kranken und erfasste alle Inselbewohner (damals rund 10.000 Menschen) im Rahmen einer Volkszählung. Im September resümierte er über seine Arbeit auf dem nördlichen Teil der Insel:

„Ich weiß nicht, was dabei herauskommt, aber ich habe nicht wenig gearbeitet. Es würde für drei Dissertationen reichen. Ich stand jeden Tag um fünf Uhr früh auf, ging spät zu Bett und war alle Tage von dem Gedanken, dass ich noch nicht viel getan habe, in starke Spannung versetzt […] Nebenbei bemerkt, hatte ich die Geduld, eine Zählung der ganzen Bevölkerung von Sachalin durchzuführen. Ich bereiste alle Siedlungen, besuchte jedes Bauernhaus und sprach mit jedem einzelnen; […] auf Sachalin gibt es keinen Zuchthäusler oder Strafkolonisten, der sich nicht mit mir unterhalten hätte.“

Die Rückreise per Schiff über den Pazifik, den Indischen Ozean, mit einem Zwischenaufenthalt auf Ceylon („Hier, im Paradies, legte ich mehr als hundert Werst mit der Eisenbahn zurück und sah mich an Palmenwäldern und bronzefarbenen Frauen satt“), durch den Sueskanal, über das Mittelmeer und das Schwarze Meer, dauerte gut anderthalb Monate. Seine Eindrücke verarbeitete Tschechow in der Erzählung Gussew (1890), die zum Teil noch auf dem Schiff entstand. Anfang Dezember 1890 kam Tschechow in Moskau an. Die Erlebnisse auf Sachalin, das Tschechow im Nachhinein „die wahre Hölle“ nannte, schrieb er später im 1893 fertiggestellten Sachbuch Die Insel Sachalin nieder, welches auf erschütternde Weise das klägliche Leben von Ausgegrenzten im Zarenreich schildert. Das Buch, in dem unter anderem von Züchtigung der Häftlinge, Korruption und Kinderprostitution als allgegenwärtige Erscheinungen der Katorga die Rede ist, sorgte im Russischen Reich schon kurz nach der Veröffentlichung für Aufsehen und bewirkte, dass das Justizministerium zur Aufklärung der gröbsten Missstände eine Untersuchungskommission nach Sachalin schickte.

#### Rezeption
- Ausstellung Anton Tschechows Reise nach Sachalin:
  - September 2014 bis Januar 2015: Deutsches Literaturarchiv Marbach, Staatliches Literaturmuseum der Russischen Föderation; unter anderem 100 bisher nicht öffentlich ausgestellte Originalfotografien.[27]
  - Januar/Februar 2015: Kunstpalais Badenweiler. 51 der Fotografien, das „Glasbuch“ von Jürgen Brodwolf und einzelne weitere Exponate aus Tschechows Aufenthalt in Badenweiler.[28][29][30]
  - Dokumentarfilm zur Ausstellung: Anastasia Alexandrowa, Russisches Staatliches Literaturmuseum
- Jürgen Brodwolf: Glasbuch.
- György Dalos: Die Reise nach Sachalin. Auf den Spuren von Anton Tschechow.[31]
- Lothar Trolle, Klaus Buhlert: Sachalin – Die Insel. Hörspiel des Monats November 2003, Deutschlandfunk, Hessischer Rundfunk, 2003.[32]

### Leben in Melichowo (1892–1898)
Um sich vom allgemeinen Trubel auszuruhen, der nach seiner Rückkehr um ihn herum herrschte, unternahm Tschechow im Frühjahr 1891 gemeinsam mit Suworin seine erste Reise ins europäische Ausland und besuchte dabei unter anderem Wien, Venedig (von dem er offenbar besonders entzückt wurde), Florenz, Rom und Paris. Den darauffolgenden Sommer verbrachte die Familie auf einem ihr überlassenen Landgut bei Alexin am mittelrussischen Fluss Oka, wo Tschechow seine Arbeit an dem Buch Die Insel Sachalin fortsetzte. In Briefen beklagte er oftmals die Schwierigkeiten, die ihm das Schreiben des Buches machte, das auch die Zuhilfenahme zahlreicher wissenschaftlicher und statistischer Materialien erforderte. Hinzu kam der sich immer wieder verschlechternde gesundheitliche Zustand Tschechows: Schon im Dezember 1884 hatte sich mit einem ersten Bluthustenanfall seine langjährige Tuberkulose-Erkrankung angekündigt, an der er 1904 sterben sollte. Die Strapazen seiner Reise durch Sibirien beeinträchtigten die gesundheitliche Verfassung Tschechows zusätzlich. Im November 1891 häuften sich die Hustenanfälle und andere Erkältungssymptome, was Tschechow nicht daran hinderte, in jenen Monaten aktiv ehrenamtlich tätig zu sein: So beteiligte er sich am Spendensammeln für die Hungersnot-Opfer im Gebiet Nischni Nowgorod und half vor Ort mit der Verteilung der Spenden mit. Im Frühjahr 1892 folgte ein ähnlicher Einsatz für die ebenfalls von Missernten und Hunger geplagten Bauern des südrussischen Gouvernements Woronesch. Seine Erlebnisse in den Hungersnot-Gebieten, vor allem aber seine Ablehnung der Wohltätigkeit als eine Art Allheilmittel gegen die permanenten sozialen Missstände, verarbeitete er Ende 1891 in der Erzählung Meine Frau.

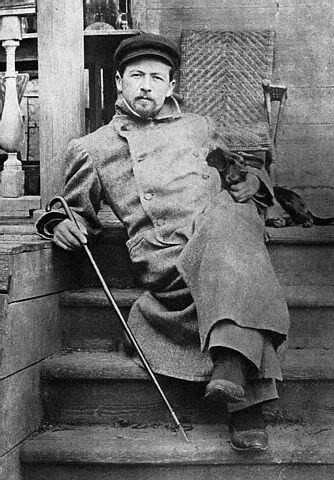
Tschechow in Melichowo

Das steigende Bedürfnis danach, eine ständige Sommerresidenz zu haben, in der es sich möglichst ungestört arbeiten lasse, veranlasste Tschechow dazu, im Frühjahr 1892 ein Anwesen für sich und seine Familie zu erwerben. Es handelte sich dabei um ein zu jener Zeit völlig verwahrlostes Landgut namens Melichowo nahe dem Ort Lopasnja im Ujesd Serpuchow südlich von Moskau. Im März zog die Familie von ihrer Moskauer Wohnung nach Melichowo. Dort betätigte sich Tschechow wieder als Arzt und behandelte die Bauern von Melichowo, wiederum meist kostenlos. Darüber hinaus koordinierte er dort ehrenamtlich die prophylaktischen sanitären Maßnahmen gegen die drohende Ausbreitung einer Cholera-Epidemie. Auch für sein nächstes größeres Werk, die Novelle Krankenzimmer Nr. 6 (1892), lieferten Tschechow seine Erfahrungen als Mediziner einen Großteil des Materials. Ab 1894 war Tschechow in Melichowo auch in der Dorf-Selbstverwaltung (Semstwo) ehrenamtlich tätig und initiierte später als Schirmherr den Bau mehrerer Volksschulen im Ujesd Serpuchow. Der Bücherei in seiner Heimatstadt Taganrog sowie den Schulen auf Sachalin ließ er mehrmals umfangreiche Büchersammlungen zukommen, die teilweise von Verlagen gespendet, teilweise aber auch auf eigene Kosten angeschafft wurden.

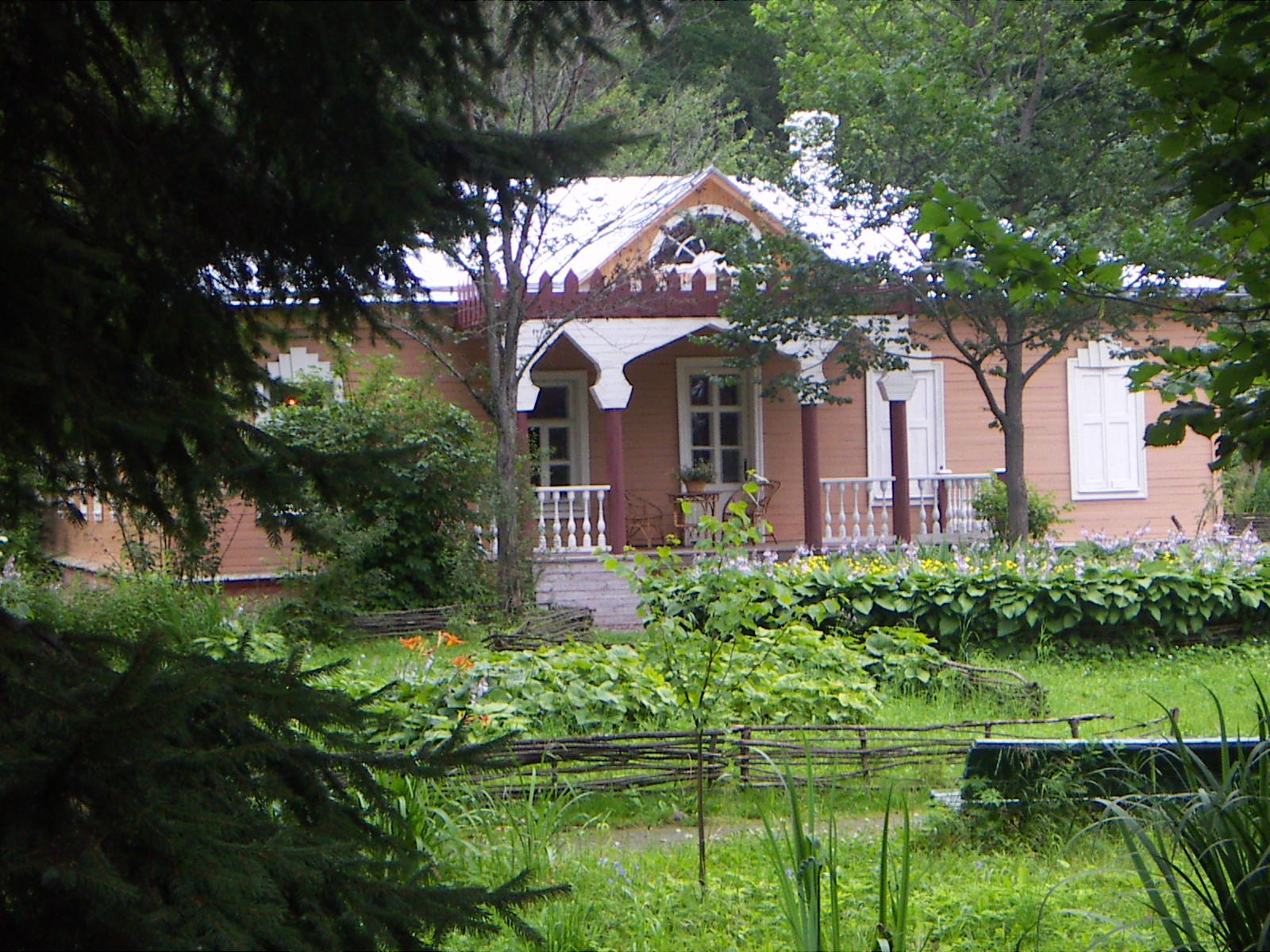
Ehemaliges Landhaus der Tschechows in Melichowo

In den 1890er-Jahren widmete sich Tschechow als Autor verstärkt dem Theater: Noch 1887 sah er die Uraufführung seines ersten größeren Bühnenstücks Iwanow, von 1888 bis 1889 schrieb er außerdem mehrere kurze Einakter sowie mit dem Waldschrat sein nächstes größeres Bühnenwerk, das er 1896 zu Onkel Wanja, heute einem seiner bekanntesten Stücke, überarbeitete. In Melichowo schrieb Tschechow zudem das 1895 fertiggestellte Drama Die Möwe, das bei seiner Erstaufführung im Oktober 1896 in Sankt Petersburg mit Wera Komissarschewskaja in der Hauptrolle zunächst zu einem Misserfolg wurde, später jedoch, als die beiden Regisseure Konstantin Stanislawski und Wladimir Nemirowitsch-Dantschenko es am neu gegründeten Moskauer Kunsttheater inszenierten, eine durchweg positive Resonanz erhielt. Ebenfalls aus der Melichowo-Zeit stammen mehrere bekannte Erzählungen und Novellen Tschechows, darunter Der schwarze Mönch, Rothschilds Geige (beide 1894), Das Haus mit dem Mezzanin (1896) und Die Bauern (1897); in der letzteren machte Tschechow seine eigenen, oft bedrückenden Beobachtungen aus dem Bauernleben im Ujesd Serpuchow zum Handlungsrahmen.
Im März 1897 erlitt Tschechow in Moskau eine besonders heftige Lungenblutung, nach der er für mehrere Wochen in ein Krankenhaus eingeliefert wurde. Es war auch das erste Mal überhaupt, dass sich Tschechow auf seine Tuberkulose-Erkrankung hin untersuchen ließ; vorher hatte er es – obwohl selber Arzt – stets abgelehnt, medizinisch behandelt zu werden. Einige Ärzte empfahlen ihm nunmehr, sich in den Wintermonaten auf der für ihr mildes Klima bekannten Schwarzmeer-Halbinsel Krim oder auch im europäischen Ausland aufzuhalten. Tschechow folgte diesem Rat und reiste im Herbst 1897 für mehrere Monate an die französische Mittelmeerküste. Im September 1898 fuhr er nach Jalta auf der Krim und kaufte dort einen Monat später ein Baugrundstück für ein neues Anwesen. Das Landgut in Melichowo nutzte die Tschechow-Familie nach dem 1898 erfolgten Tod des Vaters Pawel Jegorowitsch immer weniger und verkaufte es schließlich im Sommer 1899. Tschechow selbst unterschrieb Anfang 1899 einen neuen Vertrag mit dem deutschstämmigen Verleger Adolf Marx, der ihm für 75.000 Rubel die Rechte an seinen Werken (mit Ausnahme der Theaterstücke) abkaufte. Von diesem Geld ließ er ein kleines Haus auf dem erworbenen Grundstück in der Nähe von Jalta bauen. Dorthin zog Tschechow im Spätsommer 1899.

### Rückzug auf die Krim, letzte Jahre

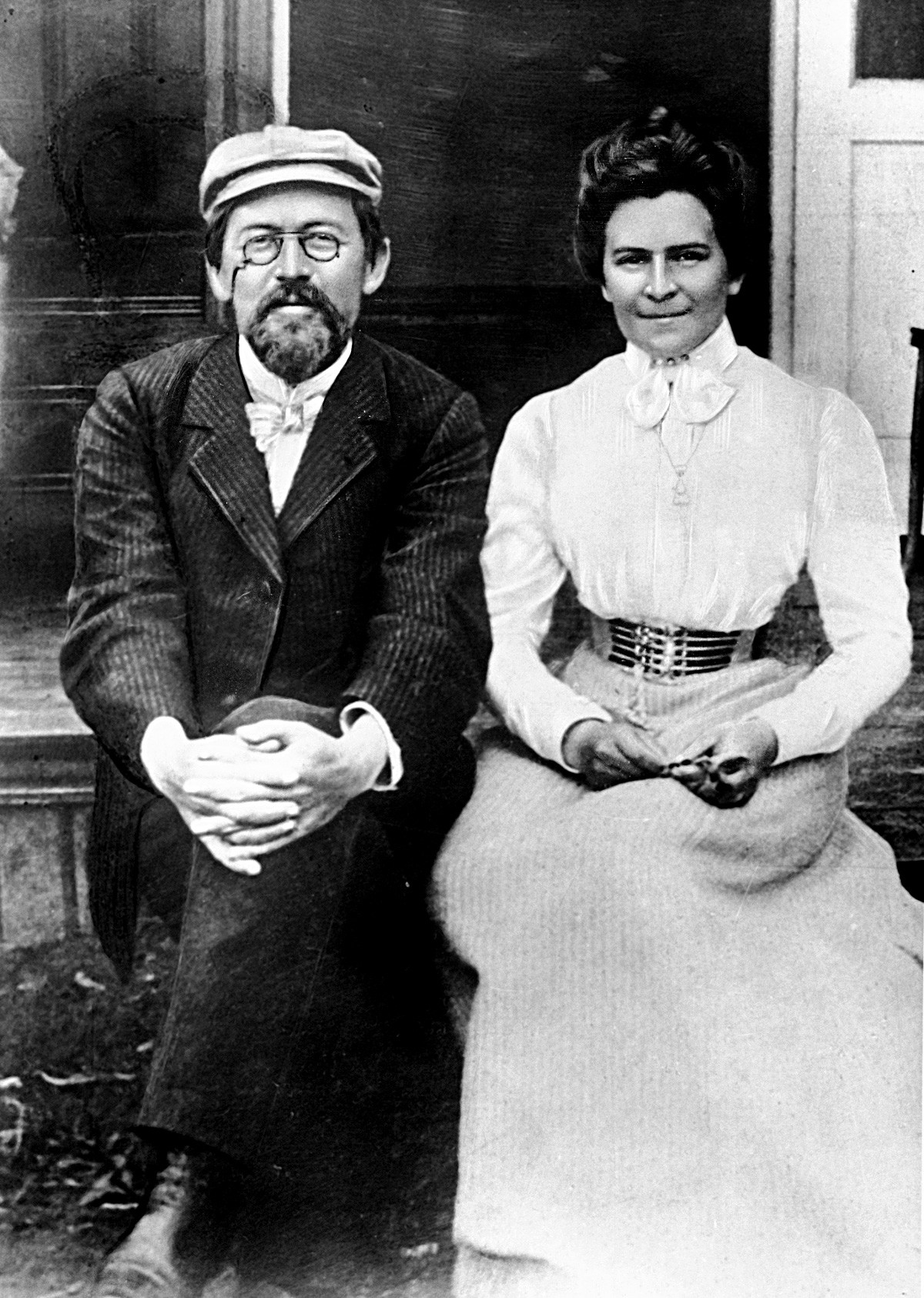
Anton Tschechow mit Olga Knipper kurz nach der Hochzeit 1901

Auch wenn Tschechow in Jalta Bekanntschaft mit einer Vielzahl zeitgenössischer Autoren machen konnte, mit denen ihn später auch Freundschaft verband – darunter war auch der revolutionär gesinnte Schriftsteller Maxim Gorki – und er sich auch dort für wohltätige Zwecke einsetzte, beklagte er zunehmend die öde und provinzielle Atmosphäre Jaltas, die mit dem gesellschaftlichen und kulturellen Leben Moskaus und Petersburgs nicht zu vergleichen war. So schrieb er unter anderem im Januar 1899, noch vor dem Umzug in das neu erbaute Haus, einem seiner ehemaligen Mitschüler: „Nun ist es schon eine Woche, dass es in Jalta ununterbrochen regnet, und ich möchte vor Langeweile um Hilfe rufen. Wieviel verliere ich, weil ich hier lebe!“ Um der bedrückenden Trostlosigkeit des provinziellen Lebens etwas entgegenzusteuern, las Tschechow regelmäßig Moskauer und Petersburger Nachrichtenblätter und verfolgte mit zunehmendem Interesse auch die Studentenproteste und politische Unruhen in der Hauptstadt, die sich als erste Anzeichen der aufkommenden Revolution über das ganze Land ausbreiteten. Trotz seines sich immer wieder verschlechternden gesundheitlichen Zustands zog es Tschechow zum wiederholten Male nach Moskau, so auch im September 1898, als er den Proben einer Neuinszenierung der Möwe im Moskauer Kunsttheater beiwohnte. Dort lernte er unter anderem die Schauspielerin Olga Knipper (1868–1959) kennen, die auch später oftmals die Titelrolle in seinen Stücken auf der Bühne des Kunsttheaters gespielt hatte.

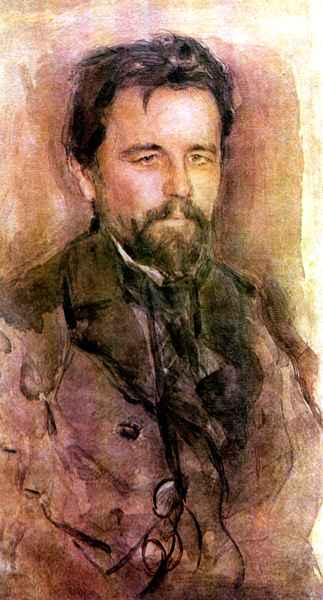
Tschechow im Alter von 42 Jahren. Ein Aquarell von Walentin Serow

Tschechow und Olga Knipper trafen sich später wiederholte Male in Moskau wie auch auf der Krim, wo die Truppe des Kunsttheaters im Frühjahr 1900 ein Gastspielprogramm absolvierte. Der Autor, der Frauen bis dahin nur von kurzzeitigen Beziehungen kannte, fand in Knipper offenbar seine große Liebe, worüber ein reichhaltiger, seit ihren ersten Treffen nahezu ununterbrochener Briefwechsel zwischen den beiden Aufschluss gibt. Im Mai 1901 heirateten sie schließlich in Moskau; da Tschechow eine pompöse Hochzeitsfeier scheute, wurde die Trauung heimlich und ohne vorherige Unterrichtung der Angehörigen durchgeführt. Die Ehe blieb nach einer von Knipper im selben Jahr erlittenen Fehlgeburt kinderlos. Auch konnten sich Tschechow und Knipper, weil er gesundheitsbedingt auf der Krim leben musste und sie als Schauspielerin in Moskau tätig war, nur selten sehen (bezeichnend in diesem Zusammenhang ist ein Brief Tschechows an Knipper, wo der Autor entgegen seiner Gewohnheit, die eigenen Sorgen seinen Mitmenschen gegenüber zu untertreiben, durchaus erkennen lässt, wie ernsthaft es um seine Gesundheit bestellt war: „[…] ich weiß nicht, was ich Dir sagen soll, außer dem einen, was ich Dir schon 10.000-mal gesagt habe und Dir, wahrscheinlich, noch lange sagen werde, nämlich dass ich Dich liebe – und weiter nichts. Wenn wir jetzt nicht zusammen sind, so sind daran nicht Du und nicht ich schuld, sondern der Dämon, der mir Bazillen eingehaucht hat und Dir die Liebe zur Kunst“).
Auf der Krim schrieb Tschechow indes zwei weitere größere Theaterstücke, nämlich Drei Schwestern (1900) und Der Kirschgarten (1903), ebenfalls im Jaltaer Haus entstanden auch Erzählungen wie Seelchen (1898), In der Schlucht, Die Dame mit dem Hündchen (beide 1899) und Der Bischof (1902). Generell ging die literarische Arbeit in Jalta jedoch eher mühsam voran. Im Zeitraum von 1899 bis 1902 musste Tschechow vorrangig an der Zusammenstellung einer Sammlung seines Werks für den Marxschen Verlag arbeiten. Von den vielen Besuchern auf seiner Datsche fühlte er sich zunehmend belästigt, hinzu kamen die immer öfter auftretenden Hustenanfälle, Schweißausbrüche und Atembeschwerden. Tschechow versuchte weitgehend erfolglos, seine fortschreitende Tuberkuloseerkrankung mit Hilfe von Auslandsreisen abzumildern – so hielt er sich in den Wintern 1897/98 und 1900/1901 jeweils längere Zeit in Nizza auf – und auch der gemeinsame Aufenthalt mit Olga Knipper in einer Kumys-Kurstätte bei Ufa gleich nach ihrer Hochzeit vermochte die zur damaligen Zeit als unheilbar geltende Krankheit nicht zu stoppen. Der letzte öffentliche Auftritt Tschechows, während dessen er bereits von der Krankheit sichtlich gezeichnet war, war eine Autorenehrung im Moskauer Kunsttheater anlässlich der Premiere seines letzten Stücks Der Kirschgarten im Januar 1904 an seinem 44. Geburtstag. Die letzte von Tschechow geschriebene Erzählung, Die Braut, wurde noch im Frühjahr 1903 fertiggestellt.

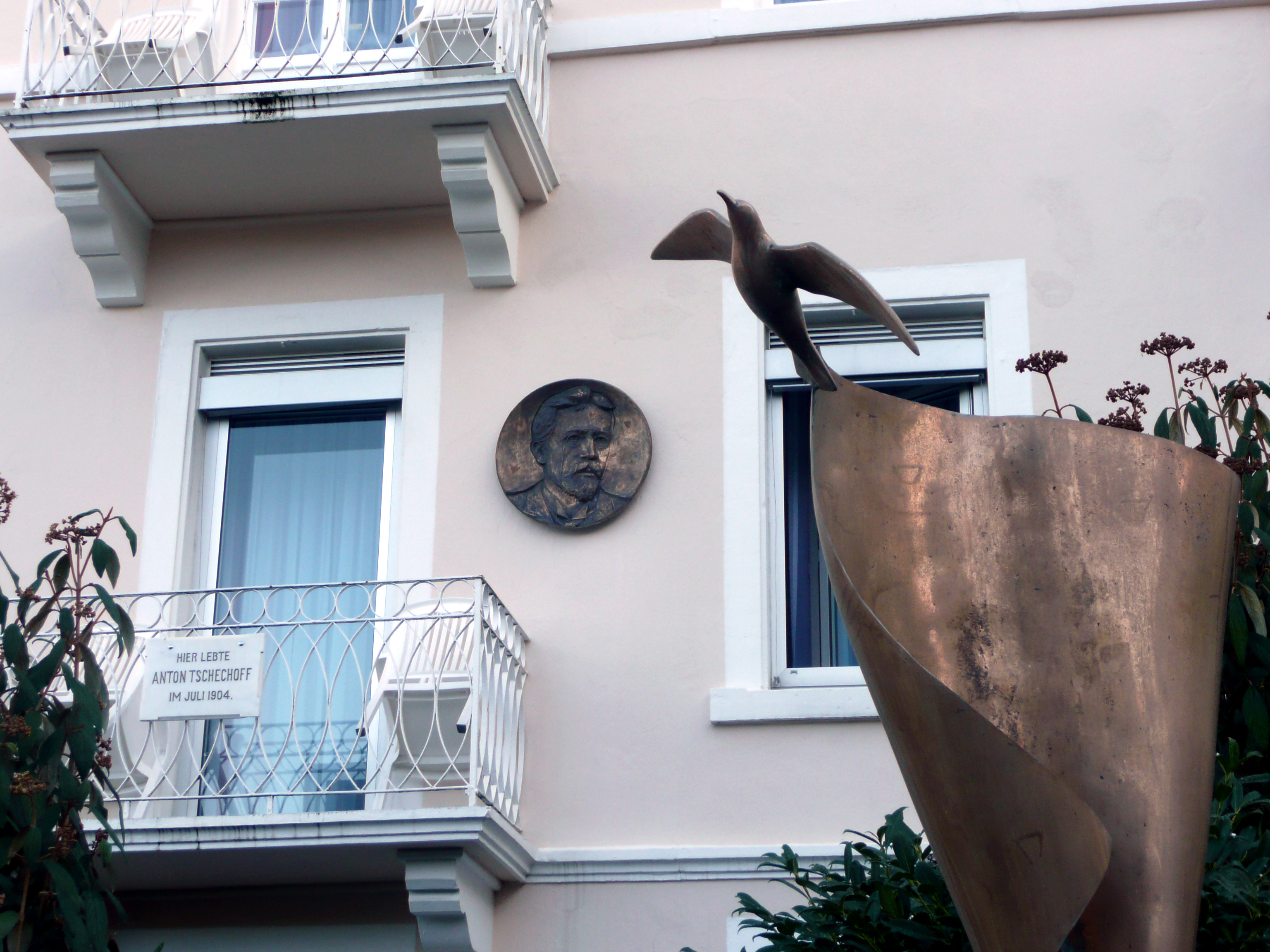
Gedenkstätte am Anton-Tschechow-Platz in Badenweiler, mit Gedenktafel am ehemaligen Hotel Sommer (heute Rehabilitationsklinik Park-Therme), wo Tschechow 1904 starb

Anfang Juni 1904 ging Tschechow mit seiner Frau nach Deutschland, um sich abermals behandeln zu lassen. Nach einem Kurzaufenthalt in Berlin fuhren die beiden in den Schwarzwald-Kurort Badenweiler, wie es Tschechow ein deutschstämmiger Moskauer Arzt empfohlen hatte. Tschechow schrieb von dort nach Moskau etliche Briefe, in denen er unter anderem das ordnungserfüllte und wohlhabende, jedoch oft langweilige und „untalentierte“ Leben der Deutschen schilderte. Nach einer zeitweisen Verbesserung seines Wohlbefindens erlitt Tschechow Mitte Juli mehrere Herzschwächeanfälle, von denen der letzte in der Nacht auf den 15. Juli schließlich zum Tod führte. Olga Knipper beschrieb später in ihren Memoiren Tschechows letzte Minuten wie folgt:

„Kurz nach Mitternacht wachte er auf und bat erstmals in seinem Leben selbst darum, einen Arzt zu holen […] Es kam der Doktor, verfügte, ein Glas Champagner zu bringen. Anton Pawlowitsch setzte sich auf und sagte irgendwie bedeutungsvoll, laut zu dem Arzt auf deutsch (er konnte nur sehr wenig Deutsch!): ‚Ich sterbe…‘ Dann nahm er das Glas, wandte sich zu mir, […] sagte: ‚Lange keinen Champagner mehr getrunken …‘, trank [das Glas] in aller Ruhe aus, legte sich still auf die linke Seite und war bald für immer verstummt.“

Tschechows Leichnam wurde per Eisenbahn nach Moskau überführt und am 22. Juli 1904 unter großer Anteilnahme auf dem Neujungfrauenkloster-Friedhof (Abschnitt 2) neben seinem Vater beigesetzt.

## Auszeichnungen und Würdigungen

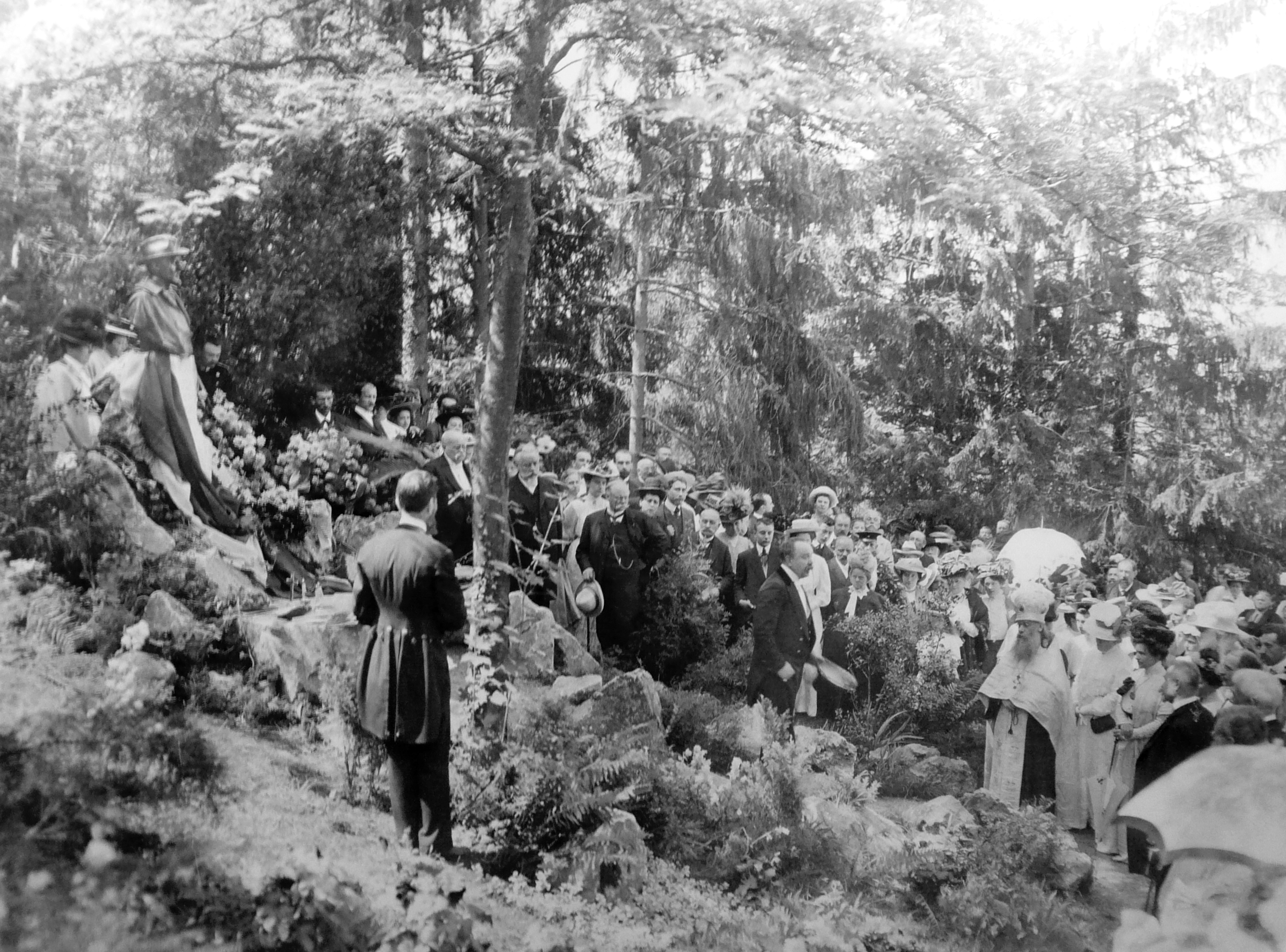
Festakt zur Einweihung des ersten Tschechow-Denkmals in Badenweiler am 25. Juli 1908

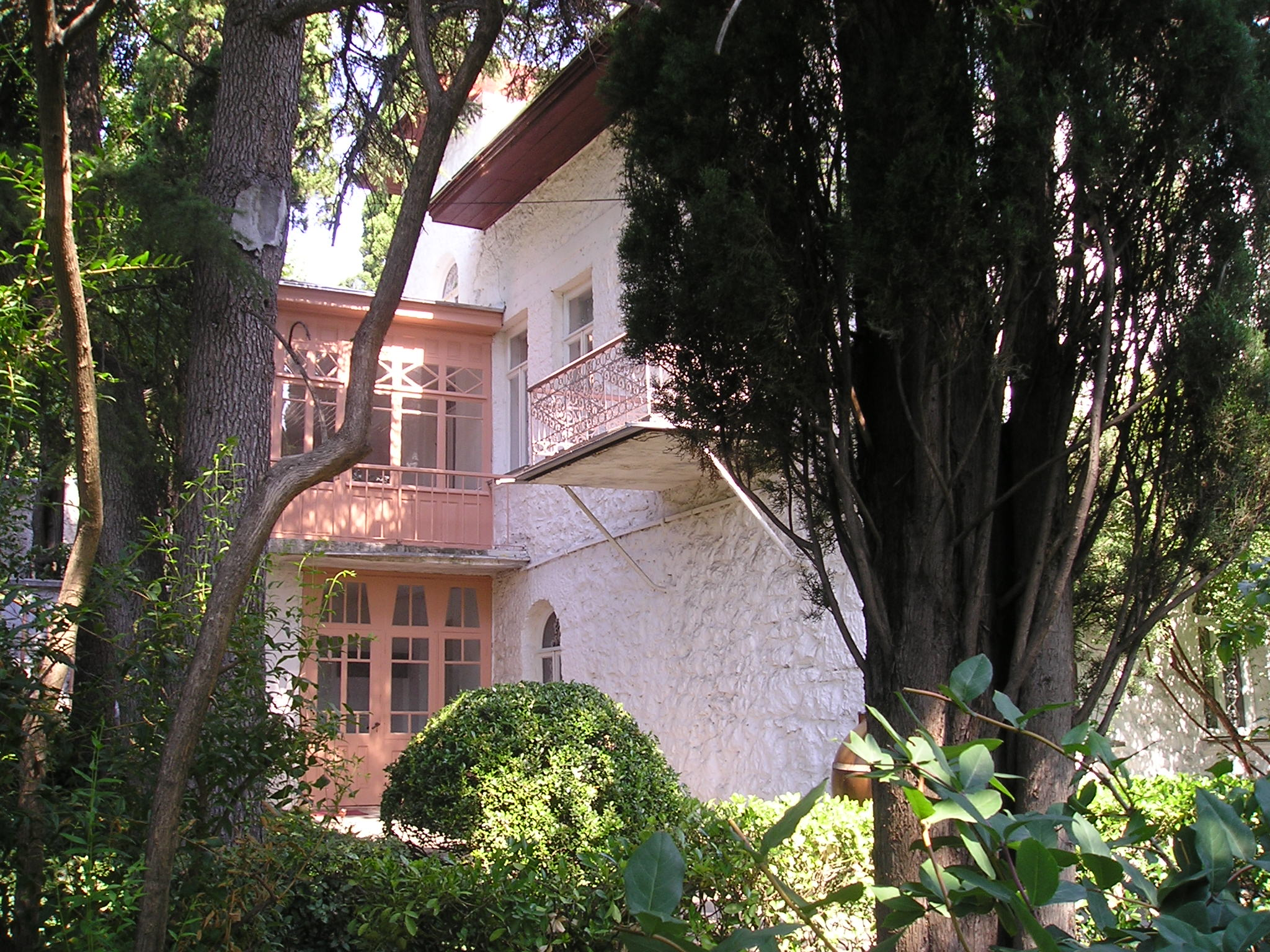
Die weiße Datsche, Tschechow-Museum, Jalta

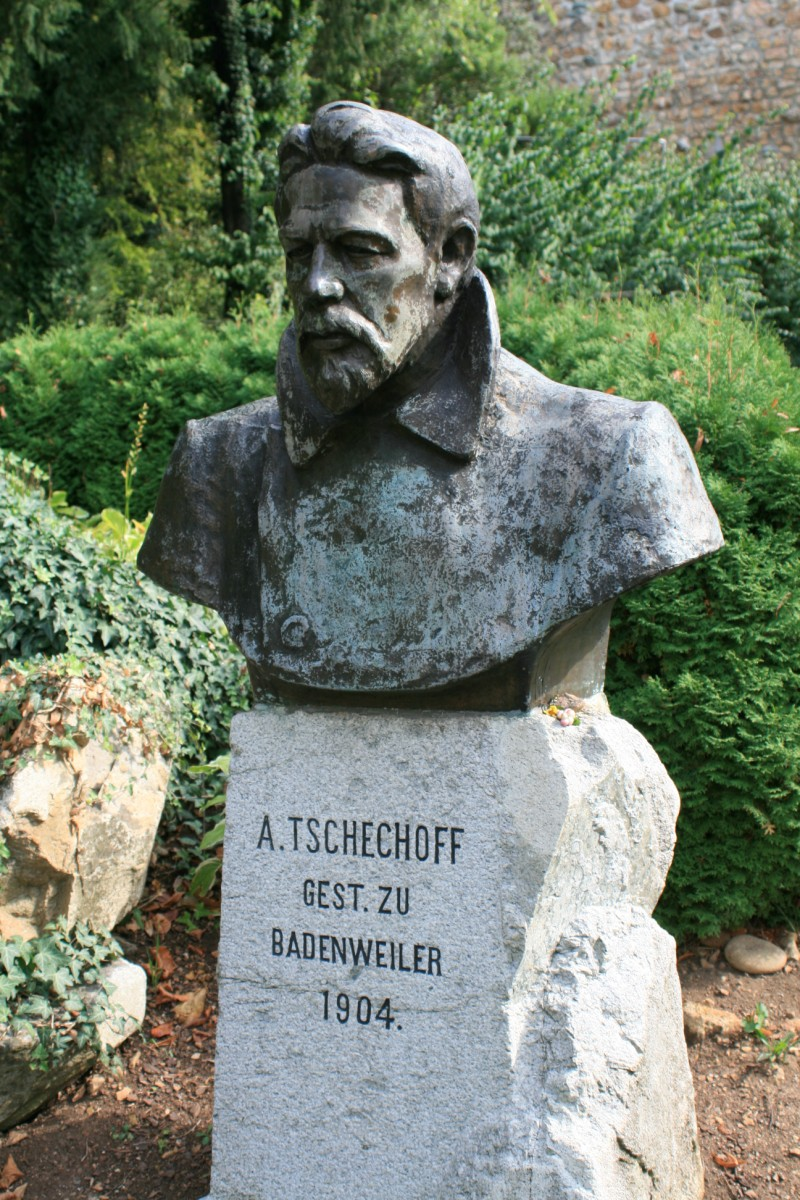
Neues Tschechow-Denkmal im Kurpark in Badenweiler (1992)

Zu seinen Lebzeiten wurde Tschechow dreimal ausgezeichnet. Im Oktober 1888 erhielt er von der Abteilung für Literatur der Russischen Akademie der Wissenschaften den mit 500 Rubeln dotierten Puschkin-Preis für seinen Sammelband In der Dämmerung, den er dem angesehenen Romancier Dmitri Grigorowitsch gewidmet hatte. Ende 1899 wurde Tschechow für seine ehrenamtliche Arbeit im Schulwesen des Ujesd Serpuchow mit einer weiteren Auszeichnung geehrt, nämlich mit dem Sankt-Stanislaus-Orden dritten Grades; allerdings nahm er das Ehrenzeichen nicht entgegen und ging auf die Ehrung in seinen Briefen mit keinem Wort ein. Im Januar 1900 wurde Tschechow außerdem zum Ehrenmitglied der Akademie der Wissenschaften gewählt, allerdings legte er nur zwei Jahre später, aus Protest gegen die willkürliche und politisch motivierte Aberkennung der Ehrenmitgliedschaft Maxim Gorkis, seine eigene Ehrenmitgliedschaft wieder ab.
Am 25. Juli 1908 wurde Tschechow, vier Jahre nach seinem Tod, in Badenweiler das weltweit erste Denkmal gesetzt; es war überhaupt das erste für einen russischen Schriftsteller außerhalb seiner Heimat. Die Finanzierung erfolgte durch eine Benefizaufführung des Künstlertheaters in Moskau. Es wurde kurz vor dem Ende des Ersten Weltkrieges 1918 für Rüstungszwecke eingeschmolzen. Erst 1992 wurde eine neue Tschechow-Büste als Geschenk der Tschechow-Freunde der von ihm seinerzeit besuchten Insel Sachalin auf den leeren Sockel gesetzt. 1998 wurde darüber hinaus in Badenweiler im Wiesentrakt des Kurhauses das literarische Museum „Tschechow-Salon“ eröffnet, das eine Vielzahl von Briefen und Originaldokumenten zum Deutschland-Aufenthalt des Dramatikers und zu seiner Rezeption unterhält.
In Russland und in anderen Nachfolgestaaten der ehemaligen Sowjetunion sind Straßen in zahlreichen Städten nach Tschechow benannt. Auch mehreren Orten wurde der Name des Autors gegeben: Zu nennen ist vor allem das ehemalige Dorf Lopasnja und die heutige Stadt Tschechow bei Moskau, in deren Nähe sich das einstige Landgut Melichowo der Tschechow-Familie befindet, und das Dorf Tschechow auf Sachalin. Ein Kurort nahe Ufa, jener Gegend also, wo sich Tschechow mit seiner Frau 1901 zur Behandlung aufhielt, trägt den Namen „Tschechowo“. 1987 wurde ein neu erbauter Moskauer U-Bahnhof zu Ehren des Schriftstellers Tschechowskaja benannt: Dieser befindet sich in der Nähe eines bis heute erhaltenen Hauses, in dem die Tschechow-Familie vor ihrem Umzug aufs Land zuletzt wohnhaft war.
In einem anderen ehemaligen Wohnhaus der Tschechows, am Gartenring in der Nähe des U-Bahnhofs Barrikadnaja, befindet sich ein Hausmuseum Tschechows. In dem zweistöckigen Haus lebte die Tschechow-Familie von 1886 bis 1890. Das Museum wurde 1954 eröffnet und in Zusammenarbeit mit Tschechows Witwe Olga Knipper-Tschechowa möglichst originalgetreu eingerichtet. Bereits zehn Jahre zuvor wurde auch das ehemalige Landhaus in Melichowo als Tschechow-Museum hergerichtet. Heute trägt es die offizielle Bezeichnung Staatliches literarisch-memoriales Museumsreservat A.P.Tschechow und verfügt über einen Bestand an rund 20.000 Exponaten, der unter anderem einige Originalgemälde Lewitans und auch des früh verstorbenen Tschechow-Bruders Nikolai, der Maler war, beinhaltet. In Jalta auf der Halbinsel Krim gibt es ebenfalls ein Hausmuseum. Es handelt sich dabei um das 1898 von Tschechow gekaufte Grundstück mit einem Haus, das er nach einem individuell angefertigten Plan bauen ließ und das in Anspielung auf seine äußere Gestalt später den Beinamen „die weiße Datsche“ erhielt. Dort gestaltete Tschechow, der als passionierter Hobbygärtner galt, den Garten nach seinen genauen Vorstellungen. Das Museum enthält die gesamte Originaleinrichtung (bis hin zum Arrangement auf seinem Schreibtisch) zum Zeitpunkt seines Todes 1904, weil seine Schwester Maria darüber wachte, die das Museum bis zu ihrem Tode 1957 leitete. Weitere Tschechow-Museen bestehen in Taganrog (im ehemaligen Laden des Vaters Pawel Jegorowitsch sowie auch im Gymnasium, das Tschechow besuchte), auf Sachalin in der 1890 von Tschechow besuchten Stadt Alexandrowsk-Sachalinski und in Juschno-Sachalinsk sowie im ukrainischen Sumy auf der ehemaligen Datsche, wo die Tschechows 1888 und 1889 den Sommer verbrachten.
1983 wurde der Asteroid (2369) Chekhov nach ihm benannt.
1990 wurde Tschechow anlässlich seines 130. Geburtstags mit einer sowjetischen 1-Rubel-Gedenkmünze geehrt.
2023 werden im Zuge des Russischen Überfalls auf die Ukraine 2022 die Werke Tschechovs und anderer russischen Autoren in der Ukraine boykottiert.

## Verhältnis zu anderen bekannten Künstlern

### Leo Tolstoi

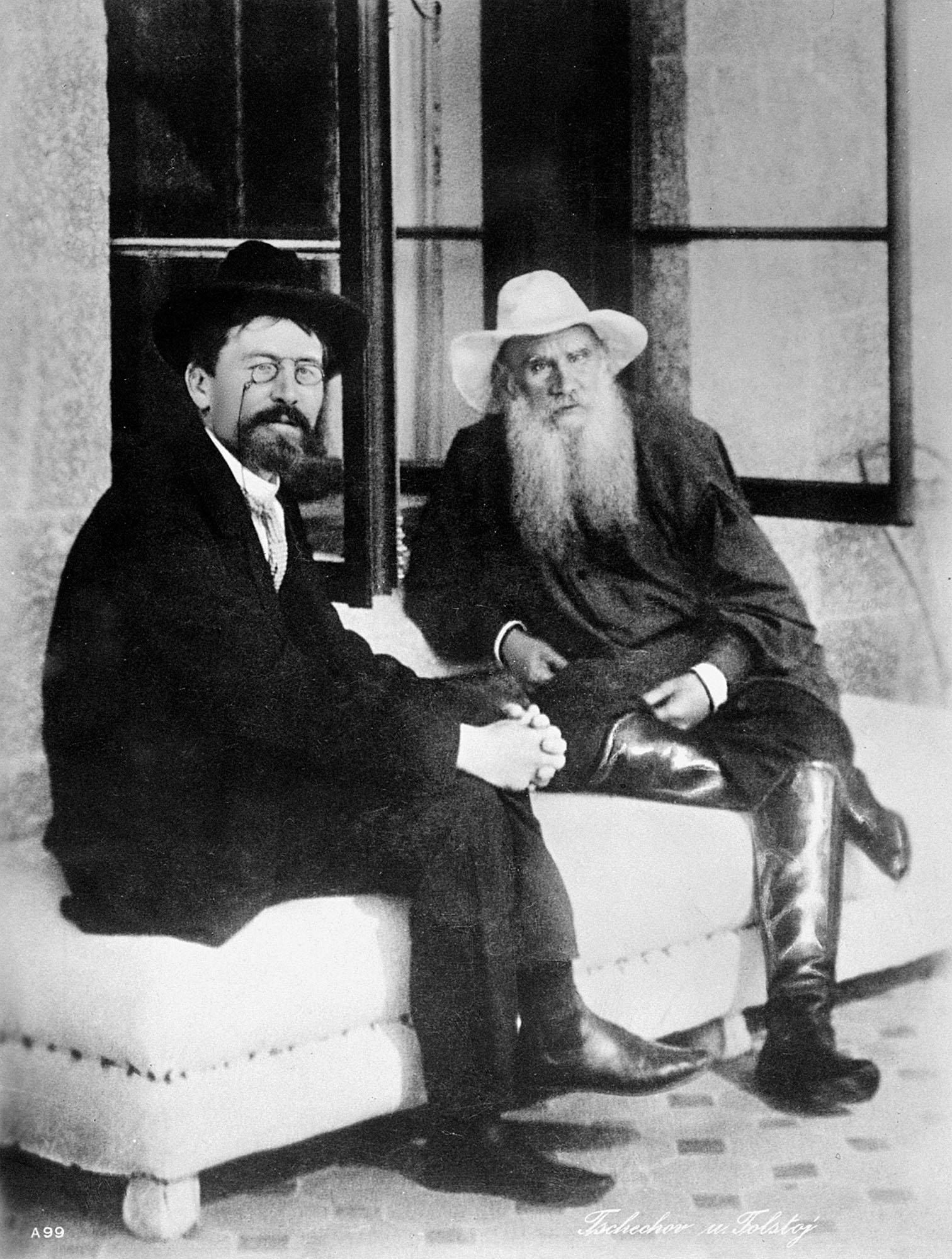
Tolstoi (rechts) und Tschechow in Jalta

Von den Persönlichkeiten der russischen Literatur war Leo Tolstoi (1828–1910) einer der prominentesten Zeitgenossen Tschechows. Bereits 1892 lobte er in einem Brief die neue Novelle Tschechows, Krankenzimmer Nr. 6, was für Tschechow umso mehr ein schmeichelhaftes Urteil zu bedeuten vermochte, als Tolstoi allgemein sehr kritisch gegenüber neuen Autoren eingestellt war. Im März 1899 schrieb Tolstois Tochter Tatjana an Tschechow: „Ihr ‚Seelchen‘ ist entzückend! Vater hat es vier Abende lang vorgelesen und meint, er sei von diesem Werk klüger geworden“. Später nannte Tolstoi Tschechow einen „der wenigen Schriftsteller, die man, ähnlich wie Dickens oder Puschkin, immer wieder von neuem lesen kann“, gab allerdings auch zu, Tschechows Theaterstücke nicht zu mögen. Das erste Treffen beider Autoren fand im August 1895 statt, als Tschechow von Tolstoi auf dessen Landgut Jasnaja Poljana eingeladen wurde – „Ich fühlte mich leicht wie zu Hause, und auch die Gespräche mit Lew Nikolajewitsch waren leicht“, schrieb Tschechow zwei Monate später. Weitere Treffen gab es unter anderem 1897, als Tolstoi den gegen Tuberkulose kämpfenden Tschechow im Krankenhaus in Moskau besuchte, sowie 1901 auf Tolstois Anwesen in Jalta.
Tschechow selbst verehrte Tolstoi als Autor und lobte mehrfach dessen bekannteste Werke wie Anna Karenina oder den Historienroman Krieg und Frieden; so schrieb Tschechow, als Tolstoi im Januar 1900 lebensgefährlich erkrankt war:

„Ich habe Angst vor Tolstois Tod […] Wenn und solange es in der Literatur einen Tolstoi gibt, [ist es] leicht und angenehm, Literat zu sein; selbst, wenn man sich eingestehen muss, dass man nichts getan hat und nichts tut, ist das nicht so schlimm, denn Tolstoi tut es für uns alle. Sein Tun ist die Rechtfertigung aller Hoffnungen und Erwartungen, die in die Literatur gesetzt werden.“

Unabhängig von dem großen Respekt, den Tschechow stets Tolstoi als Autor zollte, pflegte er seit den 1890er-Jahren immer häufiger zu betonen, dass er der Tolstoischen Philosophie mit ihren Ideen der „allumfassenden Liebe“ und der fatalistischen Unterwerfung sowie Tolstois übertriebenen Romantisierung des literarischen Bildes der russischen Bauernschaft zunehmend kritisch gegenüberstünde. Bekannt ist in diesem Zusammenhang sein Brief an den Verleger Suworin aus dem Jahr 1894, wo es unter anderem heißt:

„Die Tolstojsche Moral [hat] aufgehört mich zu rühren, im tiefsten Innern meines Herzens bin ich ihr gegenüber feindselig eingestellt […] In meinen Adern fließt Bauernblut, mit Bauerntugenden setzt mich darum niemand in Erstaunen. Ich habe von klein auf an den Fortschritt geglaubt und gar nicht anders gekonnt, als an ihn zu glauben, denn der Unterschied zwischen der Zeit, als ich geschlagen wurde, und der Zeit, als man aufhörte mich zu schlagen, war schrecklich […] Überlegung und Gerechtigkeitssinn sagen mir, dass in Elektrizität und Dampfkraft mehr Menschenliebe liegt als in Keuschheit und Ablehnung des Fleischgenusses.“

Auch die 1897 erschienene Novelle Die Bauern mit ihrer überaus nüchternen und düsteren Umschreibung des russischen Dorfalltags gilt als eine ablehnende Antwort auf einige Erzählungen Tolstois, in denen dieser keineswegs die Bauern selbst, sondern vielmehr die Oberschicht als Hauptschuldige an den sozialen Missständen auf dem Lande sah.

### Maxim Gorki

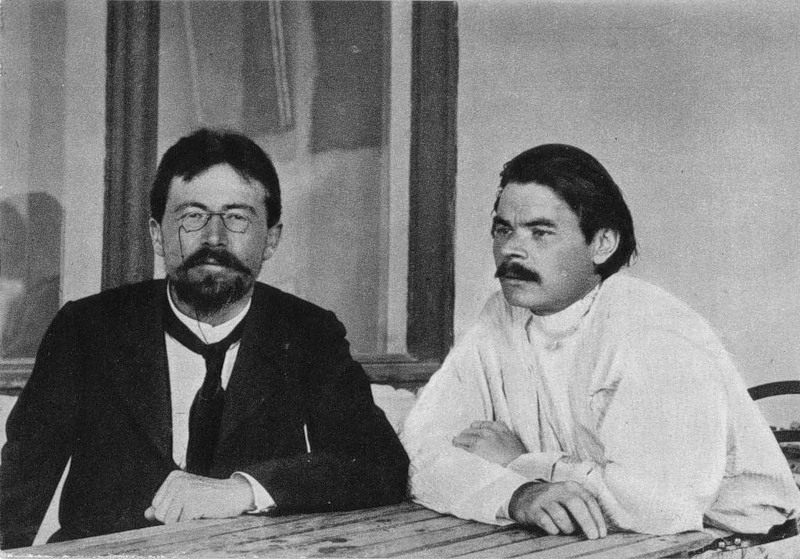
Tschechow mit Gorki. Jalta, 1900

Den Schriftsteller Maxim Gorki (1868–1936) verband mit Tschechow seit ihrem ersten Treffen 1899 in Jalta eine Freundschaft. Allgemein bekannte sich Gorki auch vorher in Briefen als Verehrer des Tschechowschen Talents und hielt dies auch in seinem 1905 veröffentlichten Aufsatz fest. Tschechow seinerseits bewertete einzelne Werke Gorkis positiv (so schrieb er über Nachtasyl: „[Das Stück] ist neuartig und zweifellos gut“), allerdings waren merkliche stilistische Unterschiede zwischen den beiden Autoren auch in Tschechows Äußerungen nicht zu übersehen. So bescheinigte er Gorki in einem Brief Ende 1898 zwar „ein wirkliches, ein großes Talent“, schrieb aber unter anderem auch: „Ich beginne damit, dass Ihnen nach meiner Meinung die Zurückhaltung fehlt. Sie sind wie ein Zuschauer im Theater, der sein Entzücken so unbeherrscht ausdrückt, dass er sich und andere beim Zuhören stört“.
In den letzten Lebensjahren Tschechows setzte sich Gorki auch mehrmals dafür ein, Tschechows 1899 mit dem Verleger Marx abgeschlossenen Vertrag – der trotz der 75.000 Rubel, die Tschechow laut dessen für die Rechte an seinen Werken erhielt, als äußerst nachteilig für den Autor angesehen wurde – kündigen oder zumindest neu verhandeln zu lassen. Dies wurde von Tschechow jedoch jedes Mal abgelehnt.
Anzumerken ist, dass Tschechow trotz seiner guten Verhältnisse zu Gorki dessen politisch-revolutionäre Ansichten nicht teilte. Zeit seines Lebens lehnte er jede Art von Gewalt ab und sah einzig und allein in der hartnäckigen Arbeit und in der Ausnutzung des technischen Fortschritts, nicht jedoch in einem gewaltsamen gesellschaftlichen Umbruch einen Ausweg aus der sozialen Misere. Exemplarisch hierfür ist das folgende Zitat Tschechows aus einem Brief:

„Ich glaube nicht an unsere Intelligenz, die heuchlerisch, falsch, hysterisch, ungebildet und faul ist, ich glaube ihr sogar dann nicht, wenn sie leidet und klagt, denn ihre Unterdrücker kommen doch aus ihrem eigenen Schoß. Ich glaube an den einzelnen Menschen, ich sehe die Rettung in den Einzelpersönlichkeiten, die über ganz Russland verstreut sind – ob Intellektuelle oder Bauern –, in ihnen liegt die Kraft, obwohl ihrer nur wenige sind […] Die Wissenschaft schreitet immer weiter vorwärts, das gesellschaftliche Selbstbewusstsein nimmt zu, die Fragen der Moral beginnen uns zu beunruhigen und so weiter und so fort – und das alles geschieht ohne Wissen der Staatsanwälte, Ingenieure, Gouverneure, ohne Wissen der Intelligenz en masse und trotz allem.“

### Wladimir Korolenko

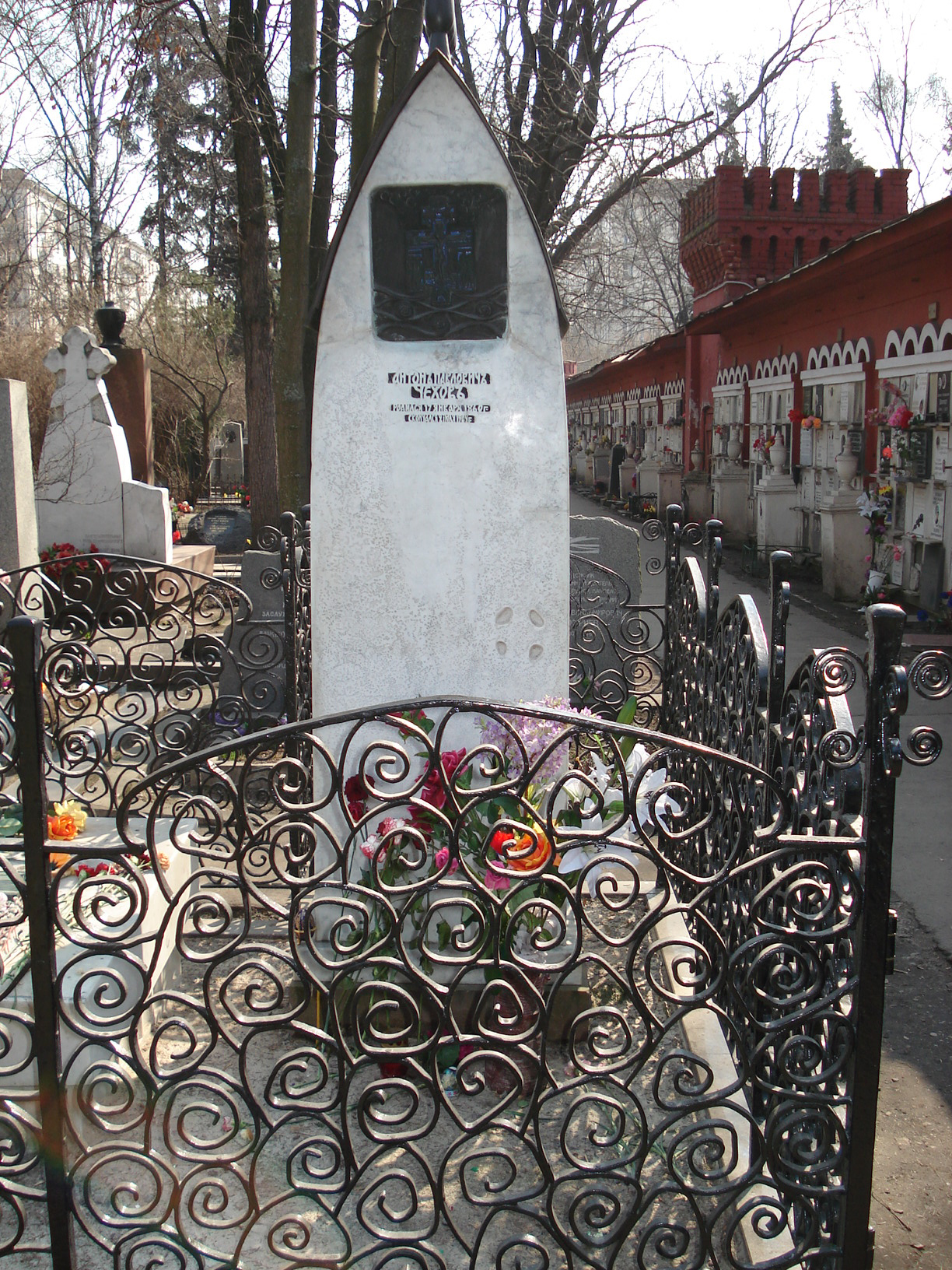
Tschechows Grabstein in Moskau

Der russisch-ukrainische Autor Wladimir Korolenko (1853–1921), der seine literarische Karriere fast zeitgleich mit Tschechow begann und für seine oft sehr psychologisch anmutenden Erzählungen bekannt ist, lernte Tschechow im Februar 1887 kennen und galt später als einer seiner engsten Freunde („Ich bin bereit zu schwören, dass Korolenko ein s e h r guter Mensch ist. Nicht nur neben diesem Kerl zu laufen, sogar ihm hinterher, ist kurzweilig“, so Tschechow). Später unterstützte Tschechow Korolenko gerne bei dessen wohltätigen Aktivitäten (unter anderem 1891 bei der Hungerhilfe im Nischni Nowgoroder Gouvernement). Einer der bekanntesten Aspekte des Zusammenwirkens beider Autoren war aber ihr gemeinsames Niederlegen der Ehrenmitgliedschaft in der Akademie der Wissenschaften im Sommer 1902, das als eine koordinierte öffentlichkeitswirksame Protestaktion gegen die kurz zuvor erfolgte Aberkennung der Ehrenmitgliedschaft Maxim Gorkis wegen dessen „politischer Unzuverlässigkeit“ gedacht war.

### Iwan Bunin
Der spätere Literatur-Nobelpreisträger Iwan Bunin (1870–1953) nannte Tschechow mehrmals als sein literarisches Vorbild, was er unter anderem in einem Brief an Tschechow im Januar 1891 zugab („[…] Sie sind unter den zeitgenössischen Schriftstellern mein Lieblingsschriftsteller“). Er lernte Tschechow Ende 1895 in Moskau kennen und war in späteren Jahren des Öfteren ein gern gesehener Gast in seinem Haus in Jalta. Seine Erinnerungen an Tschechow schrieb Bunin 1904 nieder.

### Wladimir Giljarowski
Den bekannten Moskauer Alltagsjournalisten und Autor Wladimir Giljarowski (1855–1935) lernte Tschechow während seiner Studienzeit in der Redaktion einer Unterhaltungszeitschrift kennen. Das freundschaftliche Verhältnis zu ihm bewahrte Tschechow sein Leben lang. Als ein enorm erfahrener Publizist und Menschenkenner lieferte Giljarowski Tschechow mehrmals Stoff für seine Werke. Bekannt ist beispielsweise die Erzählung Der Übeltäter (1885), deren Protagonist einer authentischen Figur entstammt, die Tschechow bei einem Besuch auf Giljarowskis Datsche in der Ortschaft Kraskowo südöstlich von Moskau kennengelernt hatte. Seine Erinnerungen an Tschechow hielt Giljarowski später in seinem 1934 veröffentlichten Buch Freunde und Begegnungen fest.

### Wsewolod Garschin
Den an den Folgen eines Suizidversuchs früh verstorbenen Schriftsteller Wsewolod Garschin (1855–1888) kannte Tschechow nach seinen eigenen Aussagen nur flüchtig, obgleich er mehrfach seine Begeisterung für dessen Autorentalent zu betonen suchte. In gewisser Weise wird Tschechow als einer der literarischen Nachfolger Garschins angenommen, der sich ebenfalls als Autor realistisch geprägter Novellen betätigte, wenngleich Garschins pessimistische Ausdrucksweise ihn von Tschechow und dessen oft betontem Fortschrittsglauben stark unterschied. Seine 1888 veröffentlichte Erzählung Der Anfall, die – in Anspielung an zwei bekannte Werke Garschins – das Thema Prostitution ansprechen, widmete Tschechow dem Gedenken an Garschin und ließ sie in einem extra hierfür herausgegebenen Band, der auch Werke anderer Autoren enthielt, abdrucken.

### Marija Jermolowa
Die Schauspielerin Marija Jermolowa (1853–1928), seinerzeit die bekannteste Schauspielerin in der Truppe des Moskauer Maly-Theaters, wurde von Tschechow noch in seinen Jugendjahren verehrt. Es wird angenommen, dass er sein erstes Theaterstück Vaterlos (Platonow) für sie geschrieben hatte mit dem Wunsch, es am Maly-Theater mit Jermolowa in einer Hauptrolle inszenieren zu lassen. Davon zeugt ein 1920 zusammen mit dem Manuskript des Stückes gefundener Entwurf eines Briefes, den Tschechow als Student möglicherweise an Jermolowa geschickt hatte. Persönlich getroffen hatte Tschechow Jermolowa erst 1890 („Nach dem Mittagessen beim Star spürte ich noch zwei Tage danach Sternleuchten um meinen Kopf herum“, schrieb er hierzu am 15. Februar). Jermolowa hatte zwar nie in Tschechows Stücken gespielt, fand jedoch einen sichtlichen Gefallen an der Aufführung der Drei Schwestern (hierzu schrieb Tschechows Schwester Marija am 17. Februar 1903: „[Jermolowa] war hinter den Kulissen, lobte begeistert das Spiel, meinte dass sie erst jetzt begriffen habe, was das ist – unser [Kunst-]Theater“).

### Isaak Lewitan

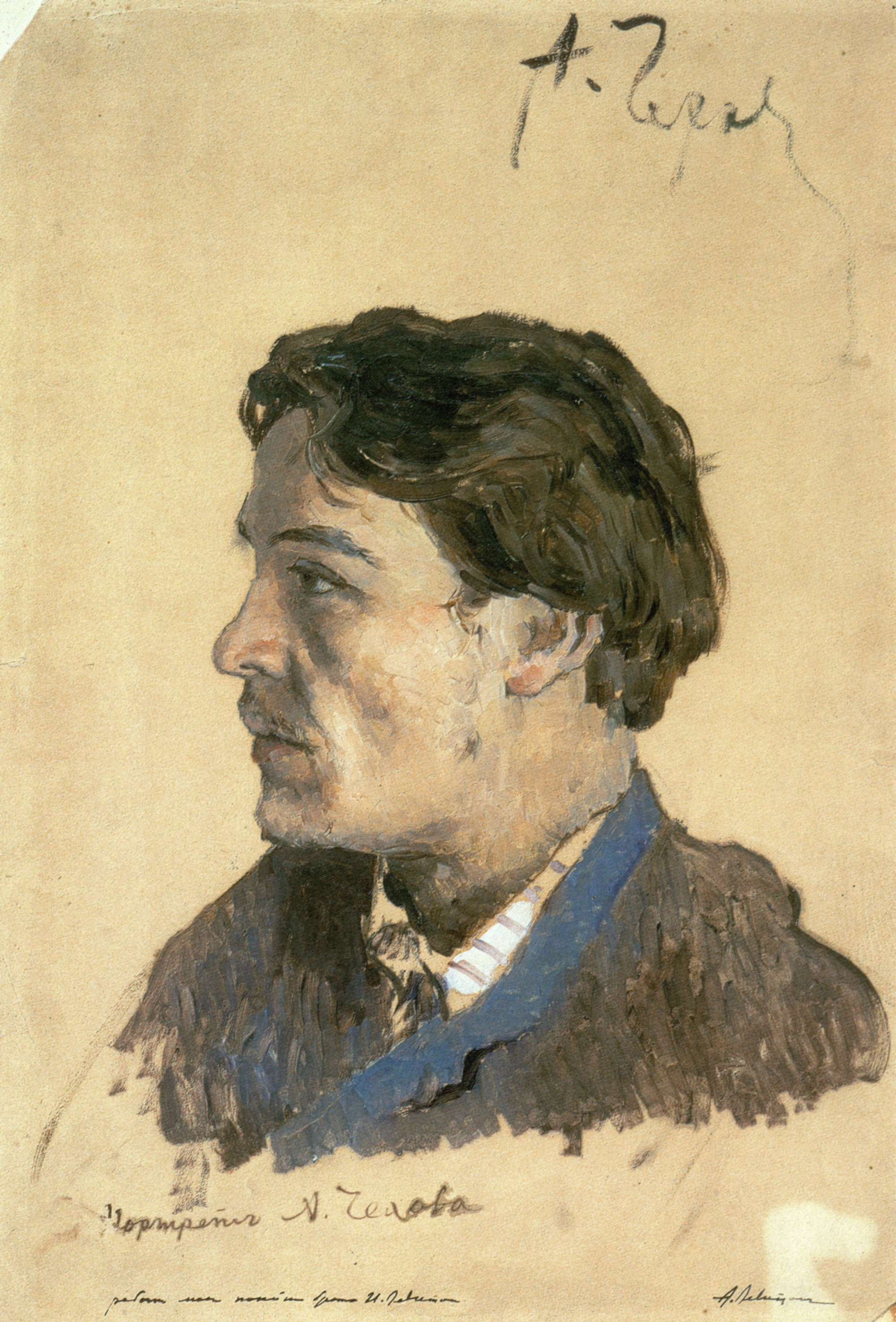
Lewitans Porträtstudie (1885–86) von Anton Tschechow

Den bedeutenden jüdisch-russischen Maler Isaak Lewitan (1860–1900) lernte Tschechow um 1880 während seiner Studienzeit über den älteren Bruder Nikolai kennen, der zusammen mit Lewitan auf der Moskauer Hochschule für Malerei, Bildhauerei und Architektur studierte. Später galt Lewitan als einer der engsten Freunde Tschechows und seiner Familie und hegte 1890 sogar Pläne, mit ihm zusammen nach Sibirien und Sachalin zu reisen. Als Landschaftsmaler wusste Lewitan gerade die Tschechowschen Naturbeschreibungen wie in der Novelle Die Steppe zu schätzen, außerdem verbrachte er die Sommermonate oft bei der Tschechow-Familie in Melichowo und ließ sich für einige seiner Gemälde von der dortigen Natur inspirieren. Tschechow wiederum schrieb während seines ersten Frankreich-Aufenthalts im Frühjahr 1891 in seiner gewohnt ironischen Tonart: „Die russischen Maler sind weitaus seriöser als die französischen. Im Vergleich zu den hiesigen Landschaftsmalern, die ich gestern gesehen habe, ist Lewitan der König.“
In den 1890er-Jahren unterbrach Lewitan sein freundschaftliches Verhältnis zu Tschechow für einige Jahre, was unter anderem daran lag, dass er eine Frau begehrt hatte, die ihrerseits für Tschechow schwärmte: dies war Lika Misinowa, eine Freundin von Tschechows Schwester Marija und eine jener kurzzeitigen Liebschaften Tschechows, die er vor seiner Bekanntschaft mit Olga Knipper mehrmals hatte und, wie auch in diesem Fall, nicht allzu ernst nahm. Der Streit verschärfte sich obendrein durch die Veröffentlichung der Erzählung Flattergeist (1892), bei der Lewitan sich in einer der Figuren wiedererkannt haben wollte und sich dadurch von Tschechow beleidigt fühlte. Später versöhnten sich die beiden wieder. So besuchte Tschechow Lewitan im Sommer 1895, als dieser, einer schweren Depression verfallen, gerade einen Selbstmordversuch hinter sich hatte („Diese wenigen Tage, die Du hier verbracht hast, sind die ruhigsten dieses Sommers gewesen“, schrieb ihm Lewitan nachher), und im Mai 1900 traf er den bereits todkranken Lewitan in Moskau ein letztes Mal.

### Fjodor Schechtel

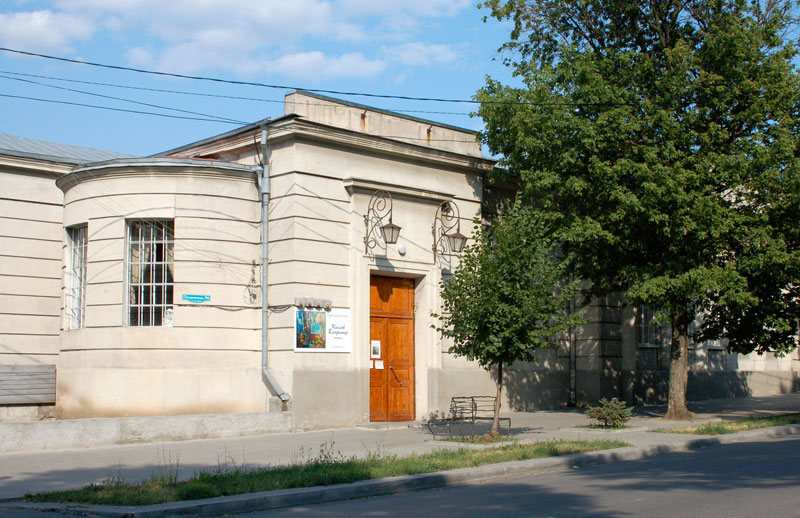
Tschechow-Bibliothek Taganrog

Zusammen mit Nikolai Tschechow und Isaak Lewitan studierte der später als Architekt und Erschaffer vieler prominenter Bauwerke bekannt gewordene Fjodor Schechtel (1859–1926) an der Moskauer Hochschule für Malerei, Bildhauerei und Architektur. Er war seit seiner Studienzeit ebenfalls mit Tschechow befreundet und baute 1902 das Gebäude des einige Jahre zuvor gegründeten Moskauer Kunsttheaters (das vier Stücke Tschechows zu dessen Lebzeiten aufführte) in seiner heutigen Gestalt um. 1914 errichtete Schechtel in dem von ihm präferierten Jugendstil das neue Gebäude der städtischen Bücherei in Tschechows Heimatstadt Taganrog. Diese seit dem 19. Jahrhundert bestehende Bibliothek, die heute Tschechows Namen trägt, besuchte Tschechow als Jugendlicher regelmäßig, bevor er 1879 nach Moskau aufgebrochen war.

### Pjotr Tschaikowski
Auch der Komponist Pjotr Tschaikowski (1840–1893) zählte zu Tschechows engerem Bekanntenkreis, was nicht zuletzt auf Tschechows Begeisterung für Musik im Allgemeinen und für Tschaikowskis Stücke und Romanzen im Speziellen zurückzuführen war. So baute Tschechow auch in mehrere seiner Erzählungen (Mein Leben, Erzählungen eines Unbekannten, Das Kätzchen) Szenen ein, in denen bekannte Stücke Tschaikowskis erwähnt oder vorgetragen werden. Im Dezember 1888 traf Tschechow Tschaikowski in dessen Wohnung erstmals, ein Jahr später widmete er seinen neuen Sammelband Mürrische Menschen Tschaikowski persönlich. Zur damaligen Zeit hegte Tschechow auch Pläne, das Libretto der künftigen Oper Bela nach den Motiven von Lermontows Ein Held unserer Zeit für Tschaikowski zu verfassen. Dieses Vorhaben wurde jedoch nicht realisiert, da Tschaikowskis früher Tod im Jahre 1893 ihn daran gehindert hat, diese Oper zu komponieren.

### Émile Zola

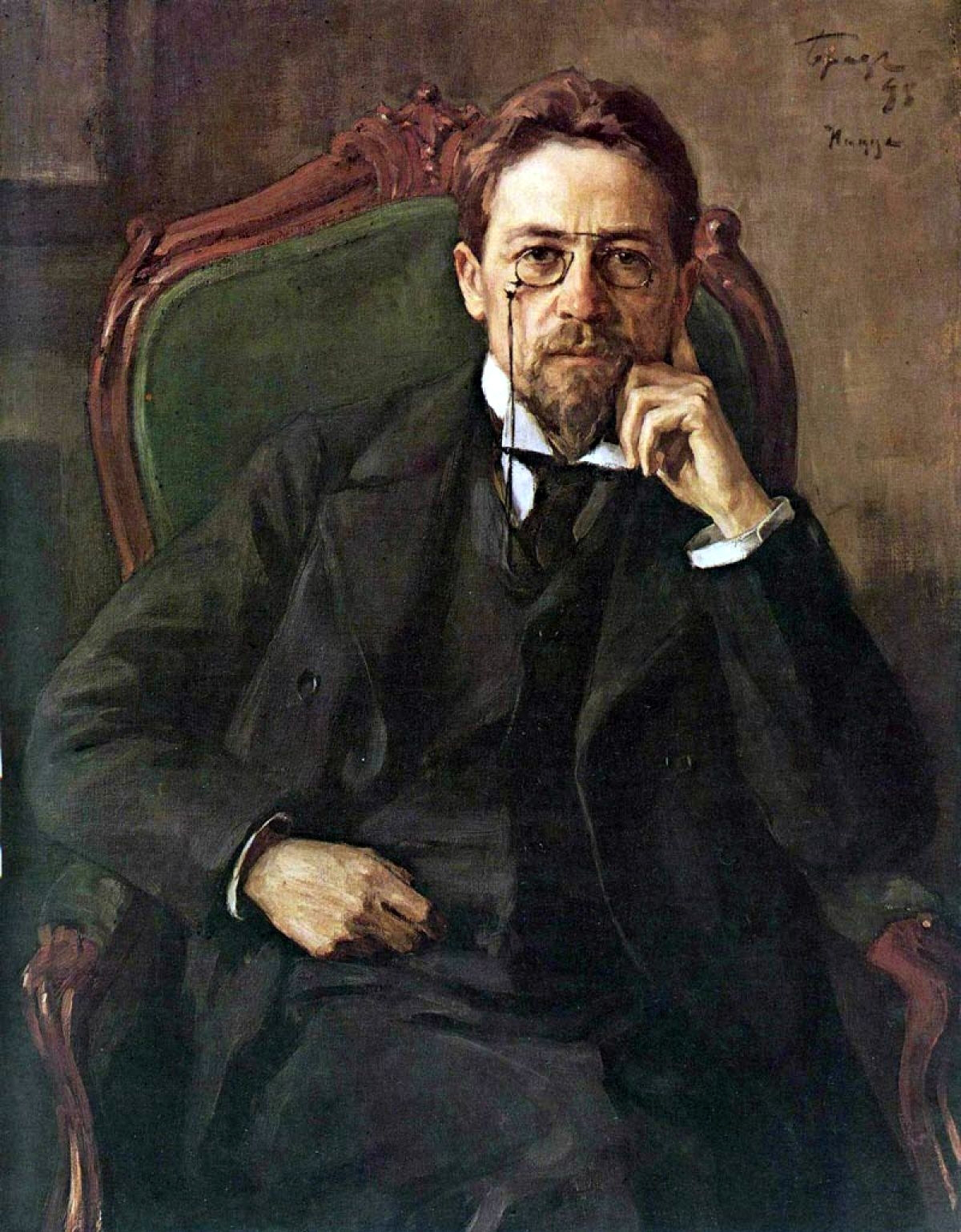
Tschechow in Nizza. Ein Porträt (1898) von Ossip Bras, heute in der Moskauer Tretjakow-Galerie ausgestellt

In einem Brief Tschechows an Suworin aus dem Januar 1898 heißt es unter anderem: „Die Dreyfusaffäre ist wieder aufgenommen worden und geht weiter, aber sie ist noch nicht ins Geleise gebracht. Zola ist eine edle Seele, und ich […] bin begeistert von seinem Zornesausbruch. Frankreich ist ein wunderbares Land, und es hat wunderbare Schriftsteller“. Hintergrund dieser Aussage über den Schriftsteller Émile Zola (1840–1902), den Tschechow nie persönlich kennengelernt hat, war die sogenannte Dreyfus-Affäre, die gerade ihren Höhepunkt erreicht hatte, als Tschechow den Winter 1897/98 in Nizza verbrachte. Tschechow, der in seinen letzten Lebensjahren verstärktes Interesse am politischen Zeitgeschehen zeigte, studierte in Nizza auch die französische Presse und traf im April 1898 den anarchistischen Journalisten Bernard Lazare, der sich ebenfalls gegen die ungerechtfertigte Verurteilung Alfred Dreyfus’ einsetzte. Von Zolas mutigem Einsatz für Dreyfus, so auch seinem Aufsatz J’accuse!, zeigte sich Tschechow sichtlich beeindruckt. Dies fand in seinen Briefen aus dieser Zeit Niederschlag, die auch darüber Aufschluss geben, wie Tschechow – der in politischen Angelegenheiten selber nie explizit eine bestimmte Stellung zu nehmen suchte – die Notwendigkeit einer Trennung der schriftstellerischen Tätigkeit von der Politik sah:

„Mag Dreyfus schuldig sein – Zola hat trotzdem recht, weil es Sache der Schriftsteller ist, nicht anzuklagen oder zu verfolgen, sondern sich sogar für die Schuldigen einzusetzen, auch wenn sie schon verurteilt sind und ihre Strafe verbüßen. Man wird sagen: Aber die Politik? Die Interessen des Staates? Aber die großen Schriftsteller und Künstler sollen sich mit Politik nur soweit beschäftigen, als sie sich ihrer erwehren müssen. Ankläger, Staatsanwälte, Gendarmen gibt es auch ohne sie reichlich […]“

## Das Werk

### Charakterisierung
Im Laufe seiner knapp fünfundzwanzigjährigen Schriftstellerlaufbahn veröffentlichte Tschechow mehrere Hundert Erzählungen, Kurzgeschichten und Feuilletons sowie über ein Dutzend Theaterstücke. Viele der frühen Werke vom Anfang der 1880er-Jahre – vornehmlich Kurzerzählungen, scherzhafte Miniaturen, Parodien und Ähnliches – sind von Tschechows charakteristischem witzigen (manchmal, wie im Tod des Beamten (1883), auch betont satirischen) Stil geprägt, während seine reifen Werke mehrheitlich dem Realismus zuzuordnen sind, wozu die wissenschaftlichen Kenntnisse Tschechows aus seinem Studium und die medizinische Erfahrung als Dorfarzt bedeutend beitrugen.

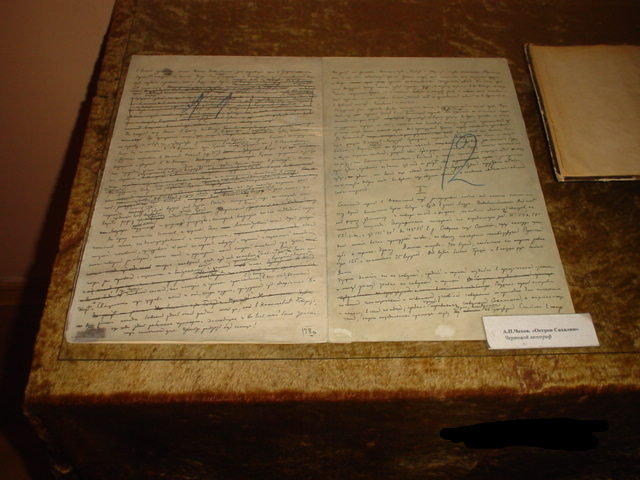
Ein Originalmanuskript Tschechows

Die meisten seiner wichtigen Erzählungen drehen sich um das Leben der Kleinbürger in Russland des ausgehenden 19. Jahrhunderts, um die Sünde, das Böse, den Verfall des geistigen Lebens und der Gesellschaft. Die Handlung, die nicht selten ein offenes Ende hat, ist typischerweise in eine mittel- oder südrussische Landschaft oder in eine kleinstädtische, provinzielle Umgebung eingebunden. Viele solcher Erzählungen lesen sich als tiefer, müder Seufzer. Die 1893 veröffentlichte Novelle Krankenzimmer Nr. 6 etwa, die am Beispiel der geschlossenen Psychiatrie-Abteilung eines heruntergekommenen Provinzkrankenhauses (eine der typischen Situationen, in denen Tschechow seine eigenen Erfahrungen als Arzt verarbeiten konnte) ein besonders düsteres Bild aus dem russischen Leben zeichnet, rechnet gnadenlos mit der Passivität und der bedingungslosen („stoischen“) Anpassung an offensichtliche soziale Missstände ab. In einigen seiner Werke, wie den ebenfalls äußerst bedrückenden Erzählungen Wolodja (1887), Schlafen! (1888) oder Typhus (1887), zeigt sich Tschechow zudem als brillanter Psychologe, dem es gelingt, auf eine ebenso knappe wie unmissverständliche Art und Weise das Denken und Handeln von Menschen zu schildern, die sich gerade ungewollt mit einer kritischen Situation konfrontiert sehen.
Psychologisch konstruiert ist auch die von Thomas Mann später besonders gepriesene Novelle Langweilige Geschichte (1889), deren Ich-Erzähler, ein alternder Medizinprofessor, im Angesicht des Todes zum Schluss kommt, wie sinnlos sein vermeintlich erfülltes Leben, dem „eine allgemeine Idee“ fehlt, letztlich war und wie verlogen das von Anpassung und Mitläufertum geprägte Verhalten seiner Angehörigen und der anderen Mitmenschen ist. Ähnliche gedankliche Züge über den Sinn des Daseins und die subjektive Sicht des Glücks – jeweils aus Sicht sehr verschiedenartiger Figuren – lassen sich auch aus der 1898 entstandenen Trilogie Der Mann im Futteral, Die Stachelbeeren und Von der Liebe sowie aus der melancholischen Momentaufnahme der Erzählung Glück (1887) herauslesen. Die verbreitete Ansicht, Tschechow habe mit solchen Erzählungen die Passivität des Gesellschaftslebens des zaristischen Russlands kritisiert, stimmt indes nur bedingt, denn Tschechow hat seine Leser nie belehrt – er zog es immer vor, die höchst individualisierten Charaktere samt ihren spezifischen Problemen in seinen Werken vorzuzeigen, ohne ihr Handeln explizit zu bewerten oder zu kritisieren. Exemplarisch für diese Maxime ist das folgende Briefzitat Tschechows aus dem Jahr 1888: „Ich glaube nicht, dass Schriftsteller solche Fragen wie Pessimismus, Gott usw. klären sollten. Sache des Schriftstellers ist es darzustellen, wer, wie und unter welchen Umständen über Gott und den Pessimismus gesprochen oder gedacht hat. Der Künstler soll nicht Richter seiner Personen und ihrer Gespräche sein, sondern nur ein leidenschaftsloser Zeuge. Beurteilen werden es die Geschworenen, das heißt die Leser. Meine Sache ist nur, Talent zu haben, das heißt die Fähigkeit zu besitzen, die wichtigen Äußerungen von den unwichtigen zu unterscheiden, Figuren zu beleuchten und ihre Sprache zu sprechen.“ Diese neutrale, distanzierte Beobachtersicht, die für das Werk Tschechows typisch ist, hielt den Autor freilich nicht davon ab, der Handlung etlicher Erzählungen gewisse autobiografische Elemente beizufügen. So wurden in der Steppe (1888) einige Kindheitserinnerungen an Reisen durch südrussische und ukrainische Landschaften verarbeitet, in der Novelle Drei Jahre (1894) ist die bedrückende Atmosphäre des väterlichen Taganroger Ramschladens ebenfalls authentisch wiedergegeben und in Ariadna (1895) lässt sich in dem Ich-Erzähler ebenfalls Tschechow selbst auf einer Schiffsreise auf die Krim erkennen. In einem seiner längsten Werke, dem Kurzroman Das Duell (1891), lässt Tschechow in einer der Hauptfiguren einen gewaltverherrlichenden und am Handlungsende letztlich gescheiterten Sozialdarwinisten zu Wort kommen und knüpft damit an sein eigenes Interesse für die Darwinschen Lehren zur Studienzeit an.
Der Erzählerstil Tschechows beschränkte sich freilich bei weitem nicht auf angedeutete Gesellschaftskritik jeglicher Art oder psychologische Erforschung der seelischen Abgründe des Menschen. Die Palette an Sujets, deren sich Tschechow in seinem Schaffen bediente, ist sehr breit und reicht von leicht bekömmlichen, fröhlichen Situationskomik-Geschichten (Vater werden ist nicht schwer (1887), Die Aalraupe (1885), Drama (1887) u. a.) oder sogar an Kinder gerichteten Tiergeschichten (Kaschtanka (1887), Bleßkopf (1895)) über desillusionierte Beobachtungen aus dem russischen Bauern- oder Kleinbürger-Alltag in Zeiten des aufkommenden Kapitalismus (Bauern (1897), Das neue Landhaus (1898), In der Schlucht (1899)) bis hin zur unmittelbaren Auseinandersetzung mit dem Tod und der allgemeinen Vergänglichkeit des Menschen (Gram (1886), Gussew (1890), Der Bischof (1902)). In einer seiner international bekanntesten Erzählungen, der Dame mit dem Hündchen (1899), die Tschechow in Jalta schrieb und deren Handlung in die dortige Landschaft eingebunden ist, zeigte sich Tschechow in exemplarischer Weise als Lyriker, der zugleich diese simple Liebesgeschichte zweier verheirateter Menschen in ein Drama mit offenem Schluss verwandelt, das dessen beide Hauptfiguren an der sinnlosen Kleinlichkeit des gesellschaftlichen Daseins immer wieder scheitern lässt – eine Anknüpfung an seine eigene große Liebe, deren volles Ausleben Tschechow ob solcher „Alltäglichkeit“ (in seinem Fall: Krankheit) ja ebenfalls verwehrt blieb. Eine Reihe seiner Werke lassen den Leser indes einen überaus optimistischen Tschechow vermuten, der trotz aller Missstände und Rückschläge das Glauben an das Gute im Menschen und vor allem an den Fortschritt, an ein künftiges besseres Leben, nicht verloren hat. Zu nennen sind in diesem Zusammenhang etwa die durch ihren krassen Stimmungsumschwung auffallende Miniatur Der Student (1894), die tiefsinnig-philosophische Novelle Der schwarze Mönch (1893) oder der mit prägenden Landschaftsaufnahmen gefüllte Kurzroman Die Steppe, die alle wie eine rauschende Huldigung an die Welt und das Menschengeschlecht wirken.
Unabhängig vom jeweiligen Sujet bzw. der Stimmung ist jedoch allen Werken Tschechows die Besonderheit gemein, dass im Mittelpunkt der Handlung generell der Mensch steht, dessen Handlungs- und Denkweisen – egal ob sie einem seltsam, lächerlich, traurig oder sonst wie vorkommen – der Autor stets als unvoreingenommener Beobachter darzustellen sucht. Diese Bevorzugung der Persönlichkeit der Charaktere vor der Handlung zusammen mit der deutlichen Sparsamkeit an Erzählstrategien („Die Kürze ist die Schwester des Talents“, so Tschechow selbst), ferner Tschechows impressionistische Neigung zu den besonderen Ansichtspunkten („Ich habe noch nie unmittelbar nach der Natur geschrieben. Ich muss das Thema erst durch mein Gedächtnis filtern, bis unten im Sieb nur noch das hängenbleibt, was wichtig und typisch ist“) und der Verzicht auf die traditionellen Intrigen zählen zu seinen wichtigsten Innovationen, die seinen Stil in erheblichem Maße von dem der anderen renommierten russischen Autoren jener Zeit abheben lassen. Die in jeder Tschechowschen Erzählung vorzufindende realistische Darstellungsweise des Menschen einer jeden sozialen Schicht lässt das Gesamtwerk Tschechows wie eine überaus wahrheitsgetreue Dokumentation des russischen gesellschaftlichen Lebens des ausgehenden 19. Jahrhunderts erscheinen.

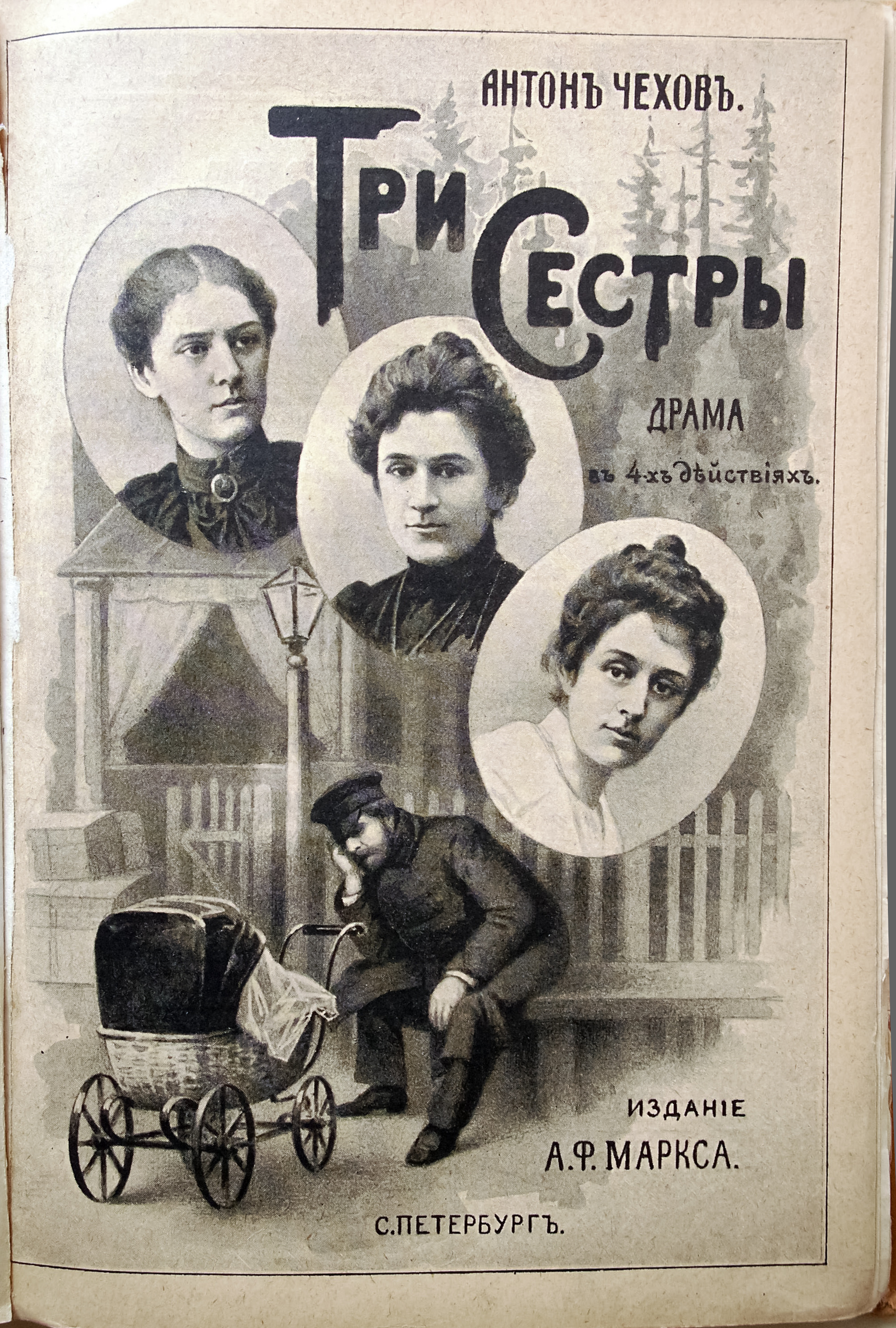
Titelblatt der ersten Buchausgabe (1901) der Drei Schwestern

In seinen Theaterstücken – von denen fast alle nach 1885 entstanden, als Tschechows literarischer Stil längst über seine rein humoristische Komponente hinaus gereift war – behielt Tschechow seine in den Erzählungen entwickelte Methode objektiver Beschreibung weitgehend bei. Zusätzlich zeichnen sich die Stücke dadurch aus, dass sie vornehmlich eine tragikomische Sicht auf die Banalität des Provinzlebens und die Vergänglichkeit des russischen Kleinadels zeigen sollen. Die meisten der dort handelnden Personen sind anständig und sensibel; sie träumen davon, ihr Leben zu verbessern, meistens jedoch vergeblich, wegen des Gefühls der Hilf- und Nutzlosigkeit, des übertriebenen Selbstmitleids und daraus folgend der fehlenden Energie und Willensstärke. Zwar lässt der Autor immer wieder andeuten, dass es einen Ausweg aus dieser Apathie gibt, nämlich in konsequenter Arbeit und nützlicher praktischer Tätigkeit, jedoch erweisen sich die Figuren meist als unfähig oder gar als nicht willens, etwas wirklich zu bewegen, was sich als ursächlich für ebendiese Vergänglichkeit, die zunehmende geistige Abstumpfung jener eigentlich intelligenten Menschen, erweist.
Eine Besonderheit des Wirkens Tschechows als Dramatiker ist auch, dass er die meisten seiner Bühnenstücke als „Komödien“ bezeichnete, obwohl ihre Handlung – wenn man von den eher simpel gestrickten Einaktern wie Der Bär oder Der Heiratsantrag absieht – nicht als komisch oder lustig im eigentlichen Sinne zu bezeichnen ist. Dieser Umstand erzeugte zu Tschechows Lebzeiten oft Unverständnis nicht nur beim Publikum, sondern auch bei Theaterregisseuren, die an der Inszenierung seiner Stücke arbeiteten. Erst Jahrzehnte nach dem Tod Tschechows begriff man mehrheitlich, dass es vor allem die Protagonisten der Stücke waren, aus deren Verhalten das vermeintlich „Komische“ folgen sollte, nämlich ihre gefühlte Hilflosigkeit und allgemein ihr gestörtes Verhältnis zur Realität, durch die ihre Emotionen, Handlungen und vor allem ihre Unterlassungen – so zumindest die Intention des Autors – unfreiwillig komisch wirken. Dieses Missverstehen des Tschechowschen Anliegens war auch maßgebend schuld an dem Misserfolg des Stücks Die Möwe bei dessen Erstaufführung im Oktober 1896. Die bekanntesten Theaterstücke Tschechows sind neben der Möwe der Vierakter Onkel Wanja, das Drama Drei Schwestern sowie Tschechows letztes Werk überhaupt, die Komödie Der Kirschgarten. Alle diese Stücke weisen unterschiedliche Handlungsverläufe auf, gleichwohl haben sie in ihrem Aufbau viele Gemeinsamkeiten: Stets spielt sich die Handlung in der russischen Provinz um die Jahrhundertwende ab, die Figuren sind Kleinadlige, sie scheitern letztlich auf die eine oder andere Weise an ihrer Passivität und ihrem entstellten Realitätssinn, jedoch schleicht sich in die Handlung immer wieder auch eine Note des Optimismus und des Glaubens an eine bessere Zukunft ein (wie die von Sehnsucht erfüllte Formel „Nach Moskau!“, die sich paradigmatisch durch die gesamte Handlung der Drei Schwestern hinzieht, oder Petja Trofimows Schlusssatz „Willkommen, neues Leben!“ in der Abschiedsszene des Kirschgartens).
Tschechow, der nie einen längeren Roman schrieb (auch wenn er Ende der 1880er-Jahre diese Absicht immer wieder äußerte), übte in seiner knappen, zurückhaltenden und wertfreien Erzählweise einen immensen Einfluss auf die Formung der modernen Novelle und des Schauspiels aus. Auch heute wird Tschechow daher als früher Meister der Kurzgeschichte betrachtet.

### Rezeption
Viele von Tschechows späten Werken wurden noch zu Lebzeiten des Autors ins Deutsche und in weitere Sprachen übersetzt und erhielten schnell internationale Resonanz. Während Tschechow im deutschsprachigen Raum, wo die russische Literatur traditionell vor allem mit Romanciers wie Tolstoi oder Dostojewski assoziiert wird, eher durch seine Bühnenwerke bekannt wurde, konnte sich sein episches Werk besonders im angelsächsischen Sprachraum seit dem frühen 20. Jahrhundert einer hohen Popularität erfreuen, da es dort mit seiner charakteristischen sparsamen Erzählweise in Form von Kurzgeschichten auf eine bereits vorhandene Tradition der Short Story, eingeleitet von Autoren wie Edgar Allan Poe, traf.

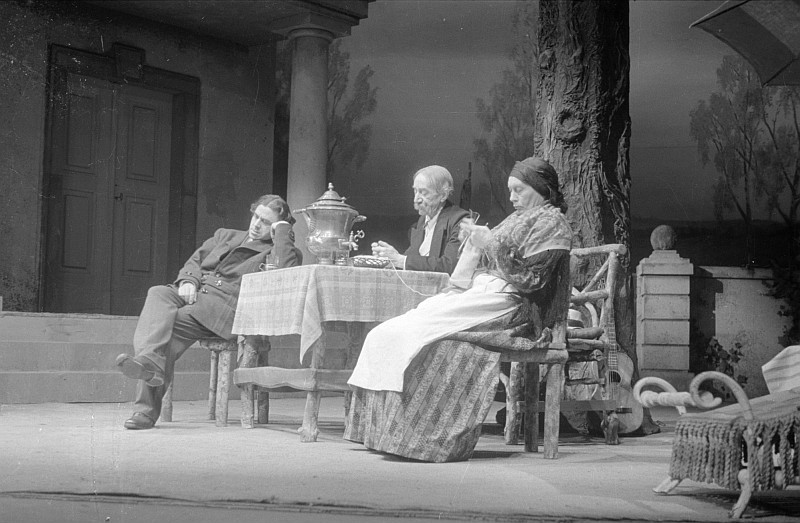
Szene aus Onkel Wanja, 1945 (mit Paul Bildt u. a.)

Zu den bekanntesten deutschsprachigen Auflagen gehören Werkausgaben Tschechows vom DDR-Verlag Rütten & Loening sowie vom Schweizer Diogenes Verlag. Im deutschsprachigen Raum werden Tschechows Stücke bis heute oft fürs Theater adaptiert; zu den jüngsten Beispielen zählt Die Möwe am Berliner Maxim-Gorki-Theater (2000, Regie: Katharina Thalbach), das am Schauspielhaus Köln inszenierte Platonow (2003, mit Alexander Khuon in der Titelrolle), Drei Schwestern im Berliner Theater am Kurfürstendamm (2008, mit Nicolette Krebitz, Jasmin Tabatabai und Katja Riemann) oder Iwanow am Düsseldorfer Schauspielhaus (2008/09, Regie: Amélie Niermeyer, mit Christiane Paul, Matthias Leja u. a.). Zu Tschechows 150-jährigem Jubiläum inszenierte Frank Castorf das Stück Nach Moskau! Nach Moskau!, das Ende Mai 2010 beim Internationalen Tschechow-Theaterfestival in Moskau Premiere hatte und dem gleich zwei Werke Tschechows – das Bühnenstück Drei Schwestern und die Erzählung Die Bauern – zugrunde liegen.
Tschechows Werk übte unmittelbaren Einfluss auf mehrere namhafte Schriftsteller und Novellisten des 20. Jahrhunderts aus. James Joyce beispielsweise gab an, Tschechow von allen russischen Schriftstellern seiner Epoche am meisten zu bewundern. Er beschrieb seine Dramen als dramaturgisch revolutionär im Verzicht auf einen Spannungsbogen und im Aufsprengen der klassischen Dramenkonventionen. In Tschechows Figuren sah er erstmals in der Theatergeschichte Individuen verwirklicht, denen es seiner Ansicht nach nicht gelingt, ihre jeweils eigene Welt zu verlassen und untereinander in Kontakt zu treten. Für Joyce erfasst Tschechow damit als erster Dramatiker eine existentielle Einsamkeit, die letztlich den Fokus eher auf das Leben als solches lenkt als auf individuelle Charaktere. Diese Äußerungen führten zu verschiedenen Studien über Tschechows Einfluss auf Joyce sowohl von anglistischer als auch von slawistischer Seite. James Atherton etwa wies mehrere Tschechow-Anspielungen in Finnegans Wake nach. Andere Kritiker, wie Richard Ellmann oder Patrick Parrinder, zeigten stilistische Parallelen zwischen Tschechows Erzählungen und denen des jungen Joyce auf. Dabei stießen sie jedoch stets auf das Problem, dass es keinen Hinweis darauf gibt, dass Joyce Tschechows Erzählungen (im Gegensatz zu den Dramen) bekannt waren; gegenüber seinem Biografen Herbert Gorman leugnete er dies sogar explizit. Aufgrund dieser Ausgangslage gilt Tschechows Einfluss auf Joyce heute zwar als belegt, aber als schwierig zu erfassen.
Eine weitere Autorin, die als stark von Tschechow beeinflusst gilt, ist Katherine Mansfield, die ihn als ihren „Meister“ bezeichnete und sich in ihren Briefen und Aufzeichnungen einige Male auch theoretisch mit ihm auseinandersetzte. Viele Debatten über Tschechows Einfluss auf Mansfield gehen von ihrer Erzählung The Child-Who-Was-Tired aus, einer Adaption von Tschechows Schlafen! (Спать хочется; Spat Chotschetsja). Mansfield übernimmt hier die Handlung Tschechows in eindeutiger Weise, verändert jedoch einige wichtige Details. Es existieren verschiedene Meinungen darüber, wie diese Ähnlichkeit zu bewerten ist: Elisabeth Schneider bezeichnete Mansfields Geschichte 1935 als freie Übersetzung Tschechows ins Englische, während Ronald Sutherland ihr eine künstlerische Eigenständigkeit zugesteht. Auf der anderen Seite erwähnt Mansfields Biograf Antony Alpers auch Plagiatsvorwürfe. Es gilt als gesichert, dass Mansfield Tschechow erstmals in Bad Wörishofen in deutscher Übersetzung las. Ihr im Anschluss daran entstandener Erzählband In a German Pension steht nach Ansicht mehrerer Kritiker stilistisch unter seinem Einfluss. Im Unterschied zu Tschechow nimmt Mansfield allerdings häufig eine größere erzählerische Nähe zu ihren Figuren ein.
Gelegentlich wurden auch Franz Kafkas Erzählungen mit denen Tschechows verglichen. Stilistisch teilen sie den Hang zur größtmöglichen Einfachheit und zur gezielten Auswahl von Details, thematisch die Vorliebe für (in Tschechows Worten) „Wesentliches und Zeitloses“ sowie den Fokus auf die Ausweglosigkeit aller Probleme der menschlichen Existenz. Allerdings gibt es keine Hinweise darauf, dass Kafka Tschechows Werke bekannt waren. Der irische Dramatiker und Literatur-Nobelpreisträger George Bernard Shaw gab in der Vorrede zu seinem Bühnenstück Haus Herzenstod Anknüpfungspunkte an die Tschechowschen Menschenstudien im Kirschgarten, Onkel Wanja und der Möwe an. Auch im Stil Katherine Anne Porters, Sherwood Andersons, Ernest Hemingways, Bernard Malamuds und Raymond Carvers ist der Einfluss Tschechows zu erkennen.

### Chronologische Auswahl der Werke

#### Erzählungen, Novellen

##### Bis 1888
- 1880: Brief an einen gelehrten Nachbarn (Parodie; russ. Письмо к учёному соседу)
- 1882: Die gnädige Frau (russ. Барыня)
- 1882: Fliegende Inseln (Parodie; russ. Летающие острова)
- 1883: In der Barbierstube (russ. В цирульне)
- 1883: Die Frau ohne Vorurteile (russ. Женщина без предрассудков)
- 1883: Eine problematische Natur (russ. Загадочная натура)
- 1883: Der Weidenbaum (russ. Верба)
- 1883: Der Dieb (russ. Вор)
- 1883: Der Tod des Beamten (russ. Смерть чиновника)
- 1883: Die Tochter Albions (russ. Дочь Альбиона)
- 1883: Das schwedische Zündholz (Parodie; russ. Шведская спичка)
- 1883: Der Dicke und der Dünne (russ. Толстый и тонкий)
- 1883: Auf See (russ. В море)
- 1883: Die Verleumdung (russ. Клевета)
- 1884: Der Orden (russ. Орден)
- 1884: Perpetuum mobile (russ. Перпетуум-мобиле)
- 1884: Die Rache einer Frau (russ. Месть женщины)
- 1884: Die Chorsänger (russ. Певчие)
- 1884: Lektüre (russ. Чтение)
- 1884: Trifon (russ. Трифон)
- 1884: Die Beamtenprüfung (russ. Экзамен на чин)
- 1884: Chirurgie (russ. Хирургия)
- 1884: Das Drama auf der Jagd (russ. Драма на охоте)
- 1884: Ein Chamäleon (russ. Хамелеон)
- 1884: Die Maske (russ. Маска)
- 1884: Austern (russ. Устрицы)
- 1884: Eine schreckliche Nacht (russ. Страшная ночь)
- 1885: Hoffnungslos (russ. Безнадёжный)
- 1885: Ein schwieriger Fall (russ. Канитель)
- 1885: Die letzte Mohikanerin (russ. Последняя могиканша)
- 1885: Die Simulanten (russ. Симулянты)
- 1885: Die Aalraupe (russ. Налим)
- 1885: Der Jäger (auch Ein Adonis; russ. Егерь)
- 1885: Eine notwendige Vorbemerkung (russ. Необходимое предисловие)
- 1885: Der Übeltäter (auch Ein Halunke; russ. Злоумышленник)
- 1885: Der Bräutigam und der Papa (russ. Жених и папенька)
- 1885: Der Gast (russ. Гость)
- 1885: Schwätzer (russ. Свистуны)
- 1885: Ein Familienvater (russ. Отец семейства)
- 1885: Unteroffizier Prischibejew (russ. Унтер Пришибеев)
- 1885: Die Köchin heiratet (russ. Кухарка женится)
- 1885: In der Fremde (russ. На чужбине)
- 1885: Der teure Hund (russ. Дорогая собака)
- 1885: Der Schriftsteller (russ. Писатель)
- 1885: Im Alter (russ. Старость)
- 1885: Elend (russ. Горе)
- 1885: Das Ausrufezeichen (russ. Восклицательный знак)
- 1885: Der Spiegel (russ. Зеркало)
- 1886: Die Nacht auf dem Friedhof (russ. Ночь на кладбище)
- 1886: Pech (russ. Неудача)
- 1886: Debüt eines Rechtsanwalts (russ. Первый дебют)
- 1886: Gram (russ. Тоска)
- 1886: Die Nacht vor der Verhandlung (russ. Ночь перед судом (Рассказ подсудимого))
- 1886: Anjuta (russ. Анюта)
- 1886: Die Seelenmesse (russ. Панихида)
- 1886: Die Hexe (russ. Ведьма)
- 1886: Ein Scherz (russ. Шуточка)
- 1886: Agafja (russ. Агафья)
- 1886: Der Wolf (russ. Волк)
- 1886: Der Alpdruck (russ. Кошмар)
- 1886: Lebensüberdruss (russ. Скука жизни)
- 1886: Grischa (russ. Гриша)
- 1886: Liebe (russ. Любовь)
- 1886: Die Damen (russ. Дамы)
- 1886: Aufregende Erlebnisse (russ. Сильные ощущения)
- 1886: Ein bekannter Herr (russ. Знакомый мужчина) (auch: Ihr Bekannter)
- 1886: Ein Glücklicher (russ. Счастливчик)
- 1886: Zeitvertreib (russ. От нечего делать)
- 1886: Ängste (russ. Страхи)
- 1886: Die Choristin (russ. Хористка)
- 1886: Ein Unglück (Ein Verhängnis, Frauenseele; russ. Несчастье)
- 1886: Der Reisende erster Klasse (russ. Пассажир 1-го класса)
- 1886: Talent (russ. Талант)
- 1886: Der erste Liebhaber (russ. Первый любовник)
- 1886: Im Finstern (russ. В потёмках)
- 1886: Die Plappertasche (russ. Длинный язык)
- 1886: Eine Bagatelle (Kleiner Zwischenfall; russ. Житейская мелочь)
- 1886: Schwere Naturen (russ. Тяжёлые люди)
- 1886: Im Gerichtssaal (russ. В суде)
- 1886: Im Sumpf (auch: Im Schlamm; russ. Тина)
- 1886: Unterwegs (auch In der Passagierstube; russ. На пути)
- 1886: In der Osternacht (russ. Святою ночью)
- 1886: Kinder unter sich (russ. Детвора)
- 1886: Durcheinander (russ. Переполох)
- 1886: Der Mieter (russ. Жилец)
- 1886: Kalchas (russ. Калхас)
- 1886: Träume (russ. Мечты)
- 1886: Pst! (russ. Тссс!) (auch: Tsss!)
- 1886: In der Mühle (russ. На мельнице)
- 1886: Gute Menschen (russ. Хорошие люди)
- 1886: Das Ereignis (russ. Событие)
- 1886: Der Redner (russ. Оратор)
- 1886: Das Missgeschick (russ. Беда)
- 1886: Das Kunstwerk (russ. Произведение искусства)
- 1886: Wanka (russ. Ванька)
- 1886: Sie war’s! (russ. То была она!) (auch: Nur seine Frau!)
- 1887: Die Feinde (auch: Feinde; russ. Враги)
- 1887: Im Finstern (russ. Темнота)
- 1887: Eine Unvorsichtigkeit (russ. Неосторожность)
- 1887: Werotschka (russ. Верочка)
- 1887: Eine schlimme Sache (russ. Недоброе дело)
- 1887: Zu Hause (russ. Дома)
- 1887: Das Gewinnlos (russ. Выигрышный билет)
- 1887: Typhus (russ. Тиф)
- 1887: Unbilden des Lebens (russ. Житейские невзгоды)
- 1887: Das Geheimnis (russ. Тайна)
- 1887: Der Kosak (russ. Казак)
- 1887: Wolodja (russ. Володя)
- 1887: Das Glück (russ. Счастье)
- 1887: Regenwetter (russ. Ненастье)
- 1887: Ein Drama (russ. Драма)
- 1887: Vater werden ist nicht schwer (auch Sünde, Der Fehltritt; russ. Беззаконие)
- 1887: Ohne Auslagen (russ. Хороший конец)
- 1887: Die Missetäter (russ. Злоумышленники)
- 1887: Aus den Notizen eines Jähzornigen (russ. Из записок вспыльчивого человека)
- 1887: Zinotschka (russ. Зиночка)
- 1887: Sirenenklänge (russ. Сирена)
- 1887: Des Betrogenen Rache (russ. Мститель)
- 1887: Vor der Operation (auch: Der Flüchtling; russ. Беглец)
- 1887: Das alte Haus (russ. Старый дом)
- 1887: Der Kuss (russ. Поцелуй)
- 1887: Die Jungens (russ. Мальчики)
- 1887: Kaschtanka (russ. Каштанка)
- 1887: Die Hirtenflöte (russ. Свирель)
- 1888: Schlafen! (russ. Спать хочется)
- 1888: Die Steppe (russ. Степь)
- 1888: Lichter (russ. Огни)
- 1888: Zwei Schönheiten (russ. Красавицы)
- 1888: Der Namenstag (russ. Именины)
- 1888: Der Anfall (russ. Припадок)
- 1888: Die Wette (russ. Пари)

##### 1889–1903
- 1889: Die Fürstin (russ. Княгиня)
- 1889: Eine langweilige Geschichte (auch Aus den Aufzeichnungen eines alten Mannes; russ. Скучная история)
- 1890: Pferdediebe (auch Diebe; russ. Воры)
- 1890: Gussew (russ. Гусев)
- 1891: Weiber (auch Ja, die Frauenzimmer!; russ. Бабы)
- 1891: Das Duell (auch Ein Zweikampf; russ. Дуэль)
- 1891: Meine Frau (russ. Жена)
- 1891: In Moskau (russ. В Москве)
- 1892: Flattergeist (auch Die Leichtbeschwingte, Irrwisch, Die Grille, Eine kunstliebende Frau; russ. Попрыгунья)
- 1892: Nach dem Theater (russ. После театра)
- 1892: In der Verbannung (russ. В ссылке)
- 1892: Die Nachbarn (russ. Соседи)
- 1892: Angst (russ. Страх)
- 1892: Krankenzimmer Nr. 6 (auch Eine gottgefällige Anstalt; russ. Палата № 6)[107]
- 1893: Erzählung eines Unbekannten (russ. Рассказ неизвестного человека)
- 1893: Wolodja der Große und Wolodja der Kleine (auch Ein Frauenleben; russ. Володя большой и Володя маленький)
- 1893: Der schwarze Mönch (russ. Чёрный монах)
- 1893: Weiberwirtschaft (russ. Бабье царство)
- 1894: Rothschilds Geige (russ. Скрипка Ротшильда)
- 1894: Der Student (russ. Студент)
- 1894: Der Literaturlehrer (russ. Учитель словесности)
- 1894: Auf dem Gutshof (russ. В усадьбе)
- 1894: Die Erzählung des Obergärtners (russ. Рассказ старшего садовника)
- 1894: Drei Jahre (russ. Три года)
- 1895: Die Gattin (russ. Супруга)
- 1895: Bleßkopf (auch Die Wölfin, Weißstirnchen; russ. Белолобый)
- 1895: Ariadna (russ. Ариадна)
- 1895: Der Mord (russ. Убийство)
- 1895: Anna am Halse (russ. Анна на шее)
- 1896: Das Haus mit dem Mezzanin (russ. Дом с мезонином)
- 1896: Mein Leben (russ. Моя жизнь)
- 1897: Die Bauern (russ. Мужики)
- 1897: In der Heimat (russ. В родном углу)
- 1897: Der Petschenege (russ. Печенег)
- 1897: Auf dem Wagen (russ. На подводе)
- 1898: Bei Bekannten (russ. У знакомых)
- 1898: Jonytsch (auch Das Kätzchen; russ. Ионыч)
- 1898: Der Mann im Futteral (russ. Человек в футляре)
- 1898: Die Stachelbeeren (russ. Крыжовник)
- 1898: Von der Liebe (russ. О любви)
- 1898: Ein Fall aus der Praxis (russ. Случай из практики)
- 1898: Auf der Dienstreise (russ. По делам службы)
- 1898: Herzchen (auch Seelchen, Oljenka; russ. Душечка)
- 1898: Das neue Landhaus (russ. Новая дача)
- 1899: Die Dame mit dem Hündchen (russ. Дама с собачкой)
- 1899: In der Schlucht (russ. В овраге)
- 1899: Weihnachten (russ. На святках)
- 1902: Der Bischof (russ. Архиерей)
- 1903: Die Braut (russ. Невеста)

#### Theaterstücke

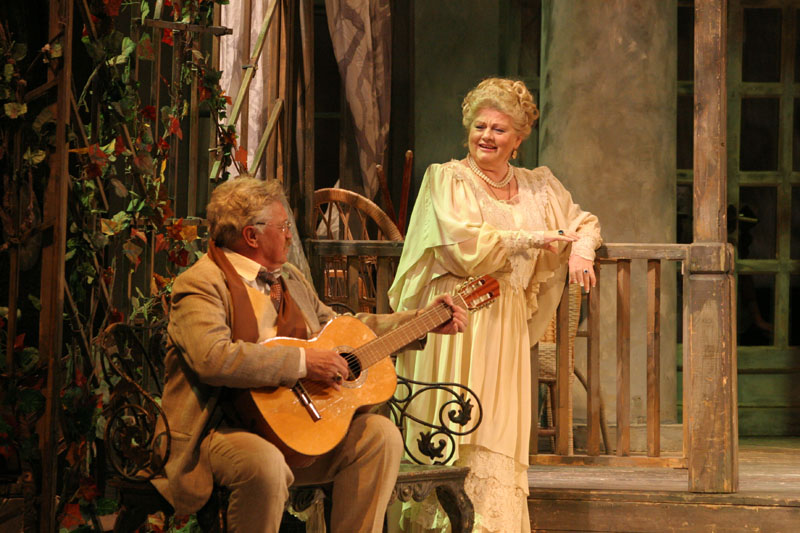
Szene aus der Möwe (Inszenierung 2008 am Moskauer Maly-Theater)

- 1878 (?): Platonow (Bühnenstück in vier Akten; auch Vaterlos; russ. Безотцовщина)
- 1884: An der Landstraße. (Dramatische Etüde in einem Akt; russ. На большой дороге)
- 1886: Über die Schädlichkeit des Tabaks (Monolog-Szene in einem Akt; russ. О вреде табака)
- 1886: Schwanengesang (Dramatische Studie in einem Akt; russ. Лебединая песня)
- 1887: Iwanow (Drama (in urspr. Fassung „Komödie“) in vier Akten; russ. Иванов)
- 1888: Der Bär (Scherz in einem Akt; russ. Медведь)
- 1888: Der Heiratsantrag (Scherz in einem Akt; russ. Предложение)
- 1889: Tatjana Repina (Drama in einem Akt; russ. Татьяна Репина)
- 1889: Tragödie wider Willen – Aus dem Leben der Sommerfrischler (Scherz in einem Akt; russ. Трагик поневоле)
- 1889: Die Hochzeit (Szene in einem Akt; russ. Свадьба)
- 1889: Der Waldschrat (Komödie in vier Akten; russ. Леший)
- 1891: Das Jubiläum (Scherz in einem Akt; russ. Юбилей)
- 1895: Die Möwe (Drama in vier Akten; russ. Чайка)
- 1896: Onkel Wanja (Szenen aus dem Dorfleben in vier Akten; stark revidierte Version des Waldschrat; russ. Дядя Ваня)
- 1901: Drei Schwestern (Drama in vier Akten; russ. Три сестры)
- 1903: Der Kirschgarten (Komödie in vier Akten; russ. Вишнёвый сад)

#### Sonstiges
- 1890: In Sibirien (Aufzeichnungen; russ. Из Сибири)
- 1893: Die Insel Sachalin. (Originaltitel Ostrov Sachalin, 1893, Reisebericht, übersetzt von Gerhard Dick, herausgegeben und kommentiert von Peter Urban). Diogenes, Zürich 1987, ISBN 3-257-20270-9.[108]
- nicht datiert: Tagebücher, Notizbücher. Diogenes, Zürich 1983, ISBN 3-257-01634-4.
- Briefe (aus den Jahren 1879 bis 1904). Winkler, München 1971.
- nicht datiert: Der Persische Orden und andere Grotesken mit acht Holzschnitten von Wassili Nikolajewitsch Masjutin, 1922, Welt Verlag, Berlin. gedruckt bei Otto von Holten, Berlin C., deutsch von Alexander Eliasberg

## Museen
- Tschechow-Haus in Taganrog
- Tschechow-Museum Taganrog
- Tschechows Laden in Taganrog
- Tschechow-Museum Melichowo
- Tschechow-Museum Jalta
- Tschechow-Museum Gursuf
- Tschechow-Museum Sumy

## Adaptionen

### Verfilmungen
- 1926: Überflüssige Menschen – Regie: Alexander Rasumny – Vorlage: elf Novellen
- 1939: Čelovek v futljare – Regie: Isidor Annenski – Vorlage: Erzählung Der Mann im Futteral
- 1944: Die Hochzeit (Swadba) – Regie: Isidor Annenski
- 1944: Sommerstürme (Summer storm) – Regie: Douglas Sirk
- 1954: Herz ohne Liebe (Anna na scheje) – Regie: Isidor Annenski – Vorlage: Erzählung Anna am Halse
- 1954: Das schwedische Zündholz (Schwedskaja spitschka) – Regie: Konstantin Judin
- 1955: Die Grille (Poprygunja) – Regie: Samson Samsonow – Vorlage: gleichnamige Novelle (auch: Flattergeist, Eine kunstliebende Frau)
- 1960: Die Dame mit dem Hündchen (Dama s sobatschkoi) – Regie: Iossif Cheifiz
- 1961: Die Steppe (La steppa) – Regie: Alberto Lattuada
- 1962: Kontrabaß (Le contrebasse) – Regie: Maurice Fasquel
- 1963: Die drei Gesichter der Furcht (I tre volti della paura) – Regie: Mario Bava – Vorlage der dritten Episode: eine Novelle von Tschechow
- 1966: Seelchen (Duschetschka) – Regie: Sergei Kolossow
- 1966: In der Stadt S. (W gorode S.) – Regie: Iossif Cheifiz
- 1968: Die Möwe (The seagull) – Regie: Sidney Lumet
- 1968: Tragödie auf der Jagd – Regie Gerhard Klingenberg
- 1969: Der Kronzeuge (Glawny swidetel) – Regie: Aida Mansarewa
- 1970: Die Möwe (Tschaika) – Regie: Juli Karassik
- 1970: Onkel Wanja (Djadja Wanja) – Regie: Andrei Michalkow-Kontschalowski
- 1973: Diese verschiedenen, verschiedenen Gesichter (Eti rasnyje, rasnyje, rasnyje liza) – Regie: Juri Saakow – Vorlage: verschiedene Erzählungen
- 1973: Ein schlechter, guter Mensch (Plochoi choroschi tschelowek) – Regie: Iossif Cheifiz – Vorlage: Erzählung Das Duell
- 1974: Romance with a Double Bass – Regie: Robert Young – Vorlage: Erzählung Romanze mit einem Kontrabass
- 1975: Kaschtanka – Regie: Roman Balajan
- 1977: Unvollendete Partitur für ein mechanisches Klavier (Neokontschennaja pjessa dlja mechanitscheskowo pianino) – Regie: Nikita Michalkow – Vorlage: Bühnenstück Platonow
- 1977: Komische Leute (Smeschnyje ljudi) – Regie: Michail Schweizer
- 1978: Die Steppe (Step) – Regie: Sergei Bondartschuk
- 1978: Drama auf der Jagd (Moi laskowy i neschny swer) – Regie: Emil Loteanu
- 1979: Die Erbin (The beneficiary) – Regie: Carlo Gebler
- 1980: Erzählungen eines Unbekannten (Rasskas neiswestnowo tscheloweka) – Regie: Vytautas Žalakevičius
- 1982: Schwanengesang – Regie: Ulrich Engelmann (Studioaufzeichnung von drei Einaktern)
- 1983: Drei Schwestern – Regie: Thomas Langhoff
- 1984: Der Weidenbaum – Regie: Sohrab Shahid Saless
- 1984: Der Bär – Regie: Don Askarian
- 1986: Das Drama auf der Jagd (Drama a vadászaton) – Regie: Károly Esztergályos
- 1987: Schwarze Augen (Otschi tschornyje) – Regie: Nikita Michalkow – Vorlage: Motive nach der Erzählung Die Dame mit dem Hündchen
- 1987: Der schwarze Mönch (Tschorny monach) – Regie: Iwan Dychowitschny
- 1988: Fürchten und lieben (Paura e amore) – Regie: Margarethe von Trotta – nach Motiven des Dramas Drei Schwestern
- 1990: Ariadne – ARD/RAI – nach einer Kurzgeschichte – Regie: Jochen Richter – mit Barbara Wussow, Albert Fortell, Nikolaus Paryla
- 1992: Swan Song, basierend auf Schwanengesang – Regie: Kenneth Branagh
- 1994: Vanya – 42. Straße (Vanya 42d street) – Regie: Louis Malle – Vorlage: Bühnenstück Onkel Vanja. Szenen aus dem Landleben
- 1994: Eine Liebe in Australien (Country life) – Regie: Michael Blakemore – Vorlage: Bühnenstück Onkel Vanja. Szenen aus dem Landleben
- 1995: August (August) – Regie: Anthony Hopkins – Vorlage: Bühnenstück Onkel Vanja. Szenen aus dem Landleben
- 2003: Die kleine Lili (La petite Lili) – Regie: Claude Miller – Vorlage: Bühnenstück Die Möwe
- 2005: The Sisters – Regie: Arthur Allan Seidelman – Vorlage: Bühnenstück Drei Schwestern
- 2007: Nachmittag – Regie: Angela Schanelec – Vorlage: Bühnenstück Die Möwe
- 2009: The Duel – Regie: Dover Koshashvili – Vorlage: Erzählung Das Duell
- 2014: Winterschlaf – Regie: Nuri Bilge Ceylan

### Hörspiele
- 1956: Die Tragödie auf der Jagd – Bearbeitung: Josef Martin Bauer – Mitwirkende: René Deltgen, Philipp Gehly, Hanns Ernst Jäger, Hannes Messemer, Kaspar Brüninghaus, Rosel Schäfer, Bernd M. Bausch, Herbert Hennies, Karl Brückel u. a. – Regie: Eduard Hermann (WDR) Länge: 82′50 Minuten
- 1959: Onkel Wanja – Bearbeitung: Erika Kähler – Mitwirkende: Wolfgang Heinz, Erika Pelikowsky, Steffi Freund, Amy Frank, Emil Stöhr, Karl Paryla, Mathilde Danegger und Dieter Perlwitz – Regie: Herwart Grosse (Rundfunk der DDR) Länge: 83′38 Minuten
- 1972: Eine schlimme Sache (russ. Недоброе дело / Der Fehltritt) – Bearbeitung und Regie: Joachim Staritz – Mitwirkende: Walter Lendrich, Hans-Edgar Stecher, Gerhard Rachold u. a. (Rundfunk der DDR) Länge: ca. 65 Minuten
- 1978: Das schwedische Zündholz – Bearbeitung: Carl Dietrich Carls – Mitwirkende: Walter Jokisch, Rüdiger Lichti, Hans Helmut Dickow, Manfred Heidmann, Heinz Schacht, Alwin Joachim Meyer, Brigitte Drummer, Elisabeth Endriss und Siegfried Wischnewski – Regie: Edward Rothe (WDR) Länge: 60 Minuten
- 2004: Mein Herz – mein Hund, eine Liebe in Briefen. Bearbeitung: Andrea Clemen. Mitwirkende: Martina Gedeck, Christian Redl, Regieé Jannings. Länge: 65 Minuten, MDR

### Hörbücher
- Drei Schwestern Gelesen von Ernst Jacobi, Julia Costa, Cordula Trantow u. v. a. Der Hörverlag, München 2003. 2 CDs (Laufzeit 130 Min.). ISBN 3-89584-706-2
- Der Kirschgarten Gelesen von Marianne Hoppe, Cordula Trantow, Luitgard Im, Günter Mack, Ernst Jacobi u.v. a. Der Hörverlag, München 2003. 2 CDs (Laufzeit 95 Min.). ISBN 3-89584-707-0
- Die Dame mit dem Hündchen Gelesen von Matthias Haase, Argon Verlag, Berlin 2004. 1 CD (Laufzeit 48 Min.). ISBN 3-87024-693-6
- Kaschtanka und andere Kindergeschichten Gelesen von Peter Urban, Diogenes Verlag AG, Zürich 2006. 1 CD (Laufzeit 85 Min.). ISBN 978-3-257-80023-4
- Verocka. Geschichten von der Liebe. Gelesen von Otto Sander, Diogenes Verlag AG, Zürich 2006. 4 CDs (Laufzeit 282 Min.). ISBN 978-3-257-80902-2
- Ein unnötiger Sieg. Frühe Novellen und ein kleiner Roman. Gelesen von Frank Arnold, Diogenes Verlag AG, Zürich 2008. 7 CDs (Laufzeit 425 Min.). ISBN 978-3-257-80210-8
- Erzählung eines Unbekannten Gelesen von Rolf Boysen, Diogenes Verlag AG, Zürich 2009. 4 CDs (Laufzeit 239 Min.). ISBN 978-3-257-80271-9
- Flattergeist, Erzählung, Ungekürzt gelesen von Ernst Schröder, Diogenes Verlag, Zürich 2009. 1 CD (Laufzeit 60 Min.)
- Die Dame mit dem Hündchen, Erzählung, Ungekürzt gelesen von Otto Sander, Diogenes Verlag, Zürich 2009, 1 CD (Laufzeit 50 Min.)
- Ein Duell, aus dem Russischen von Peter Urban, gelesen von Ulrich Matthes, Diogenes Verlag, Zürich 2010, 4 CDs (Laufzeit: 302 Min.)

### Bearbeitung fürs Musiktheater
- Skripka Rotshilda (dt. Rothschilds Violine). Opernfragment von Weniamin Fleischmann, ergänzt und orchestriert von seinem Lehrer Dmitri Schostakowitsch. Vollendet 1944. Konzertante UA 1960 in Moskau, szenische UA 1968 in Leningrad, jeweils unter Leitung von Maxim Schostakowitsch.
- Una domanda di matrimonio (dt. Der Heiratsantrag). Oper in einem Akt. Libretto: Claudio Fino und Saverio Vertone. Musik: Luciano Chailly. UA am 22. Mai 1957 in Mailand
- The Bear (dt. Der Bär). Extravaganza in One Act. Libretto: Paul Dehn. Musik: William Walton. UA am 3. Juni 1967 in Aldeburgh
- Der Kirschgarten. Oper in vier Akten. Libretto und Musik: Rudolf Kelterborn. UA am 4. Dezember 1984 in Zürich
- Tri sestri (dt. Drei Schwestern). Oper in drei Sequenzen. Libretto: Claus H. Henneberg und Péter Eötvös. Musik: Péter Eötvös. UA am 13. März 1998 in Lyon
- Tatjana. Dramma lirico in einem Akt. Libretto und Musik: Azio Corghi. UA am 20. Oktober 2000 in Mailand
- Senja. Oper. Libretto und Musik: Azio Corghi. UA am 7. März 2003 in Münster
- Unreine Tragödien und aussätzige Dramatiker. Satirische Kammeroper in fünf Szenen. Libretto und Musik: Timo Jouko Herrmann. UA am 24. Juni 2004 in Heidelberg
- Der Roman mit dem Kontrabass. Lyrische Szenen [Kammeroper]. Libretto: Michael Leinert. Musik: Jürg Baur. UA am 25. November 2005 in Düsseldorf
- Schwanengesang. Musikdramatische Etüde in einem Akt. Libretto: André Meyer. Musik: Timo Jouko Herrmann. UA am 25. Juni 2006 in Mannheim

## Filme über Tschechow
- 1969: Sujet für eine Kurzgeschichte (Sjuschet dlja nebolschowo rasskasa) – Regie: Sergei Jutkewitsch
- 1984: Tschechow in meinem Leben – Regie: Vadim Glowna (Dokumentarfilm)
- 1992: Stone / Der Stein (Kamen) – Regie: Aleksandr Sokurov
- 2010: Tschechow lieben (Tschechow und die Frauen) – Regie: Marina Rumjanzewa (Dokumentarfilm)